# Biserica reformată din Culpiu

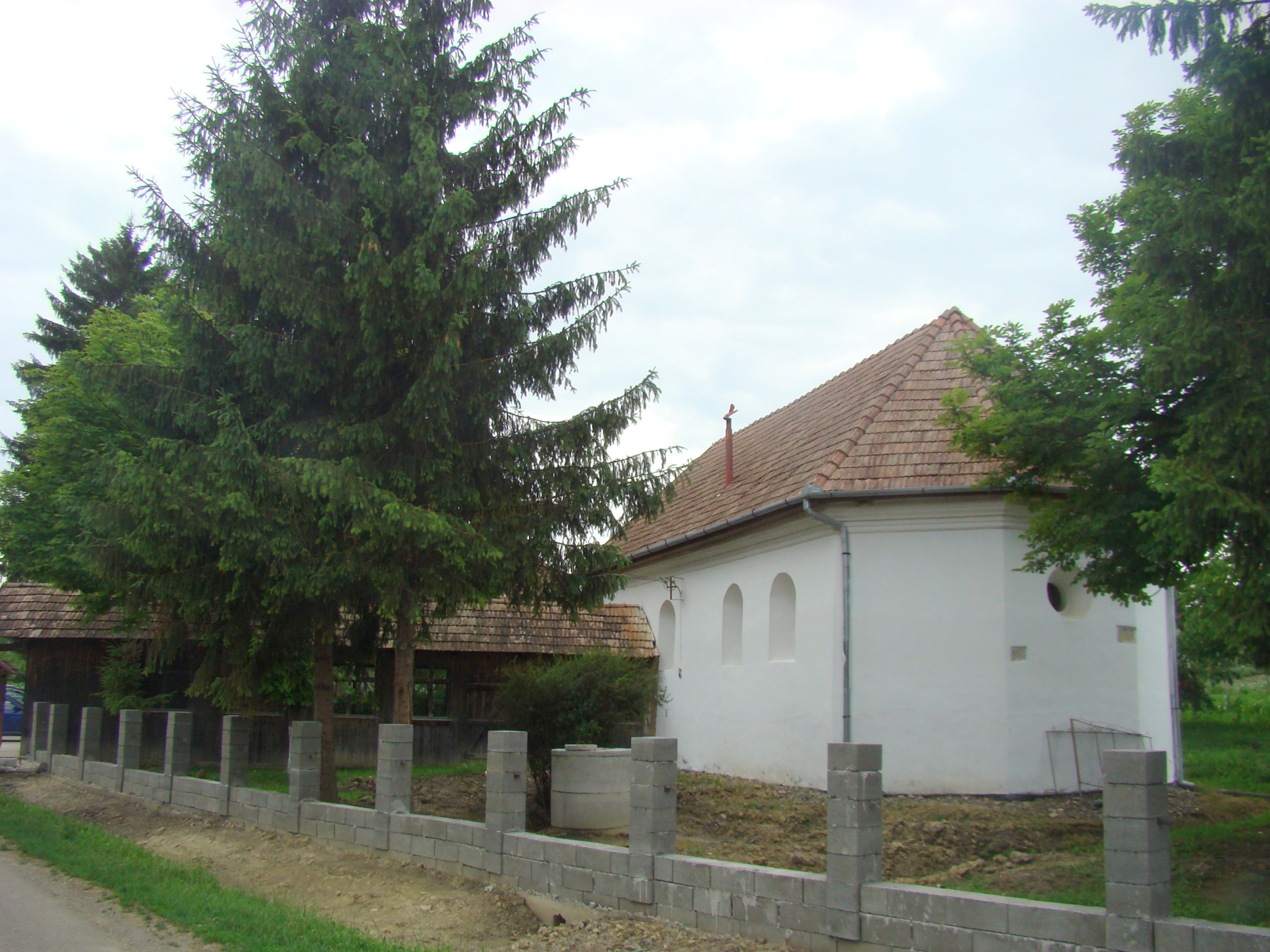
Biserica reformată din Culpiu, comuna Ceuașu de Câmpie, județul Mureș, foto: iunie 2018.

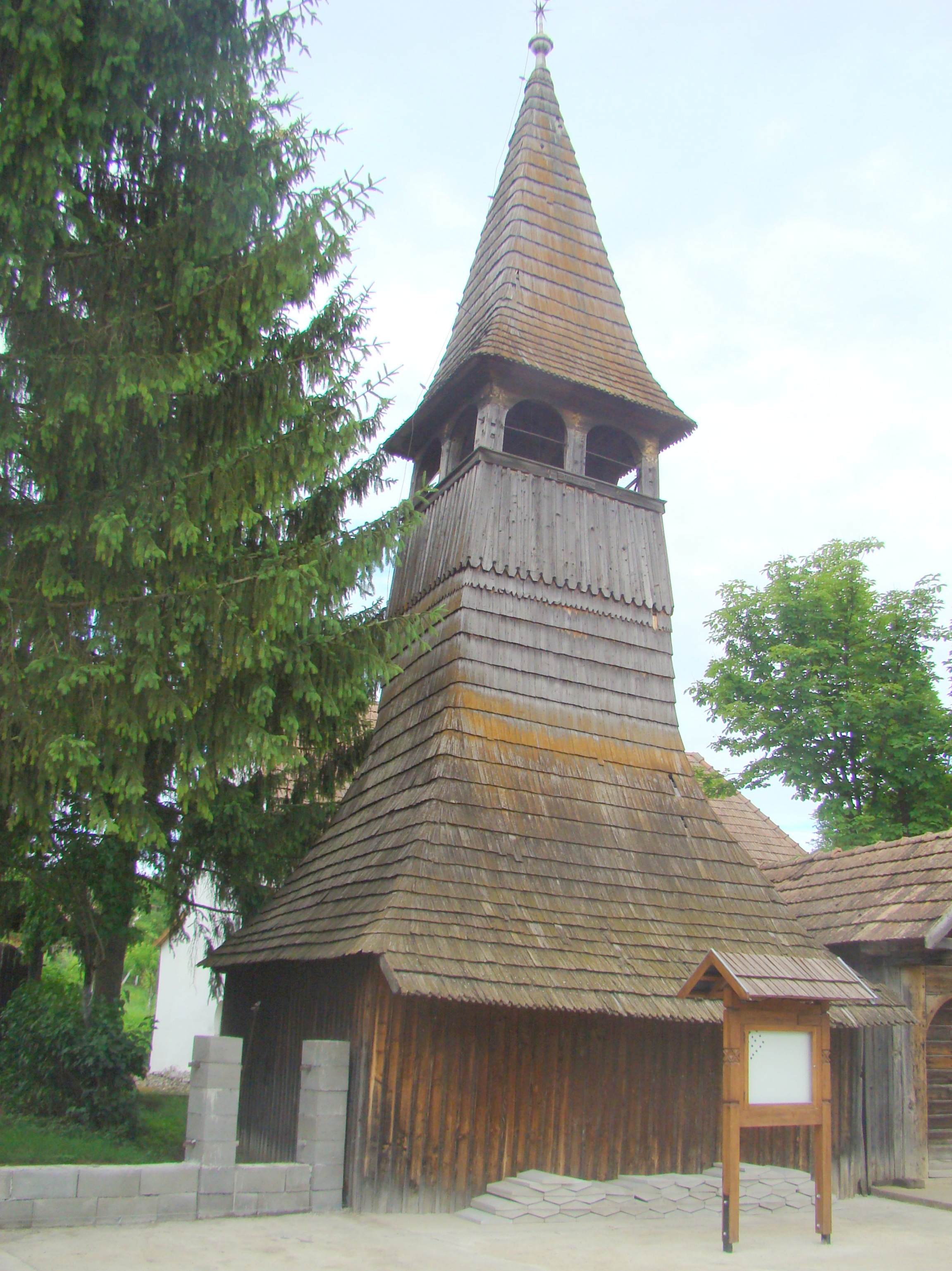
Clopotnița de lemn (monument istoric)

Biserica reformată din Culpiu este un lăcaș de cult aflat pe teritoriul satului Culpiu, comuna Ceuașu de Câmpie. A fost construit în secolul XVI. Clopotnița de lemn a bisericii reformate din Culpiu se află pe lista monumentelor istorice, cod LMI MS-II-m-B-15644.  

## Localitatea
Culpiu este un sat în comuna Ceuașu de Câmpie din județul Mureș, Transilvania, România. Menționat pentru prima dată în anul 1332 cu denumirea Kulpen.

## Biserica
Biserica a fost construită în stil romanic târziu în secolul al XVI-lea, dar în timpul multor renovări și reconstrucții, frumusețea arhitecturală de la începuturi s-a pierdut aproape complet. Biserica a început să fie renovată în 1790, iar în 1818 nava a fost mult mărită. Caseta principală a tavanului casetat redă cuvintele profetului Malakiás: „FELTÁMAD NÉKTEK, KIK FÉLITEK AZ ÉN NEVEMET AZ IGAZSÁGNAK NAPJA”.
Amvonul realizat din gresie are o decorație în stuc. Coroana amvonului a fost realizată în 1757 de Vajda István. Clopotnița alăturată bisericii este monument istoric, nu se cunoaște exact momentul când a fost construită, prima mențiune în documente este din 1758.
Porticul lung din fața bisericii a fost acoperit inițial cu șindrilă, iar acum este acoperit cu țiglă. Intrarea sa este decorată cu o poartă sculptată în 1833.

## Imagini din exterior

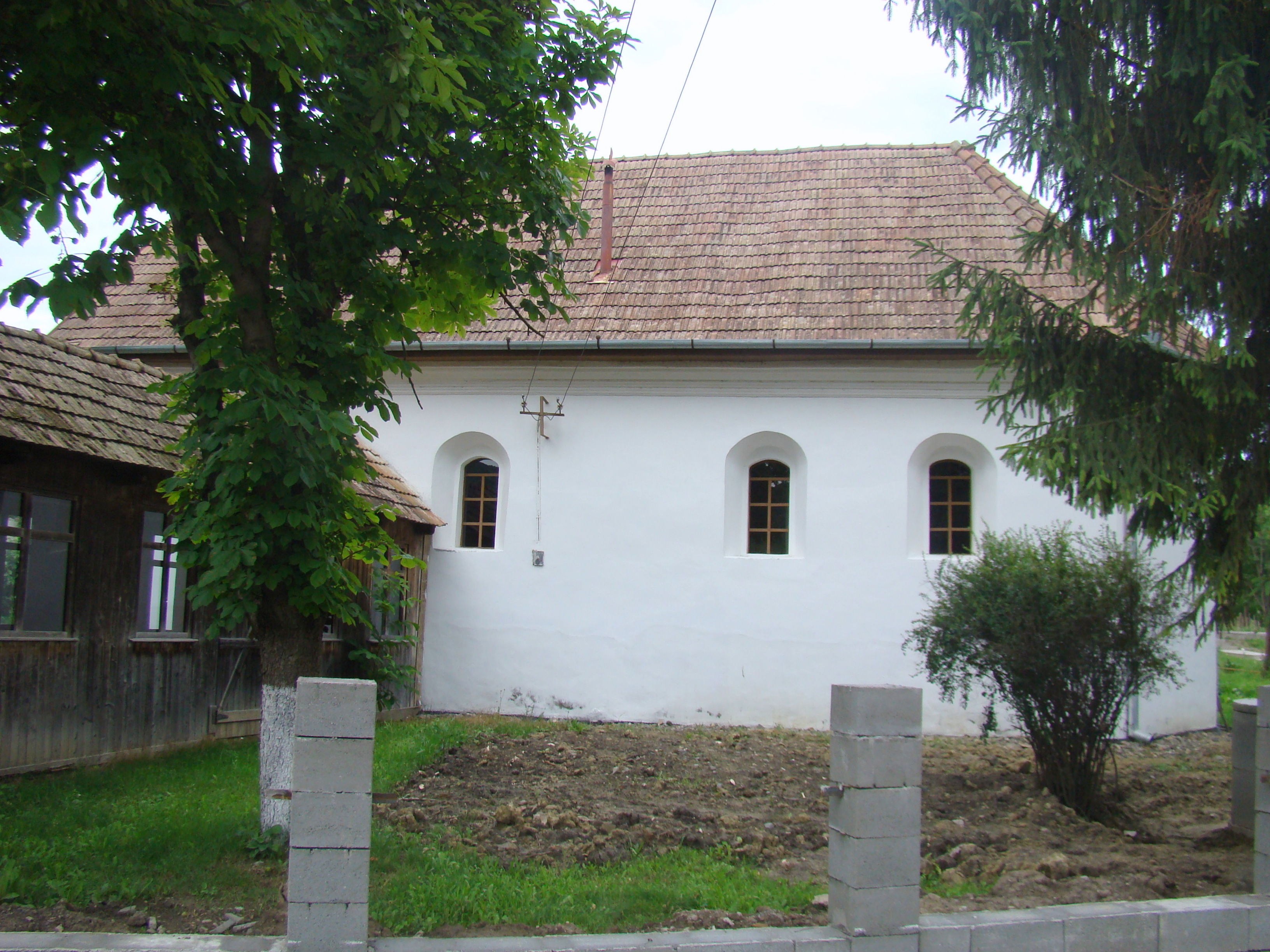
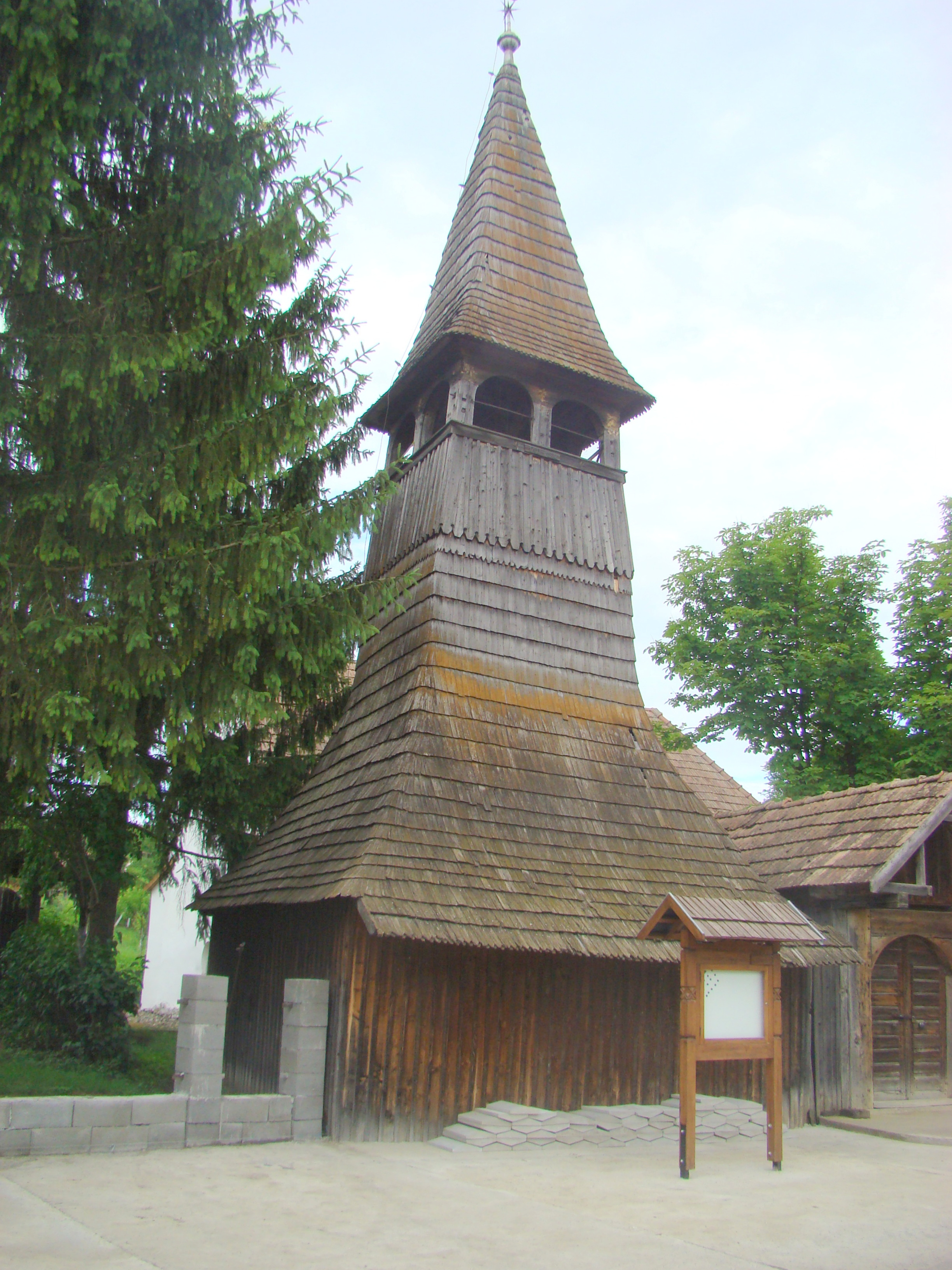
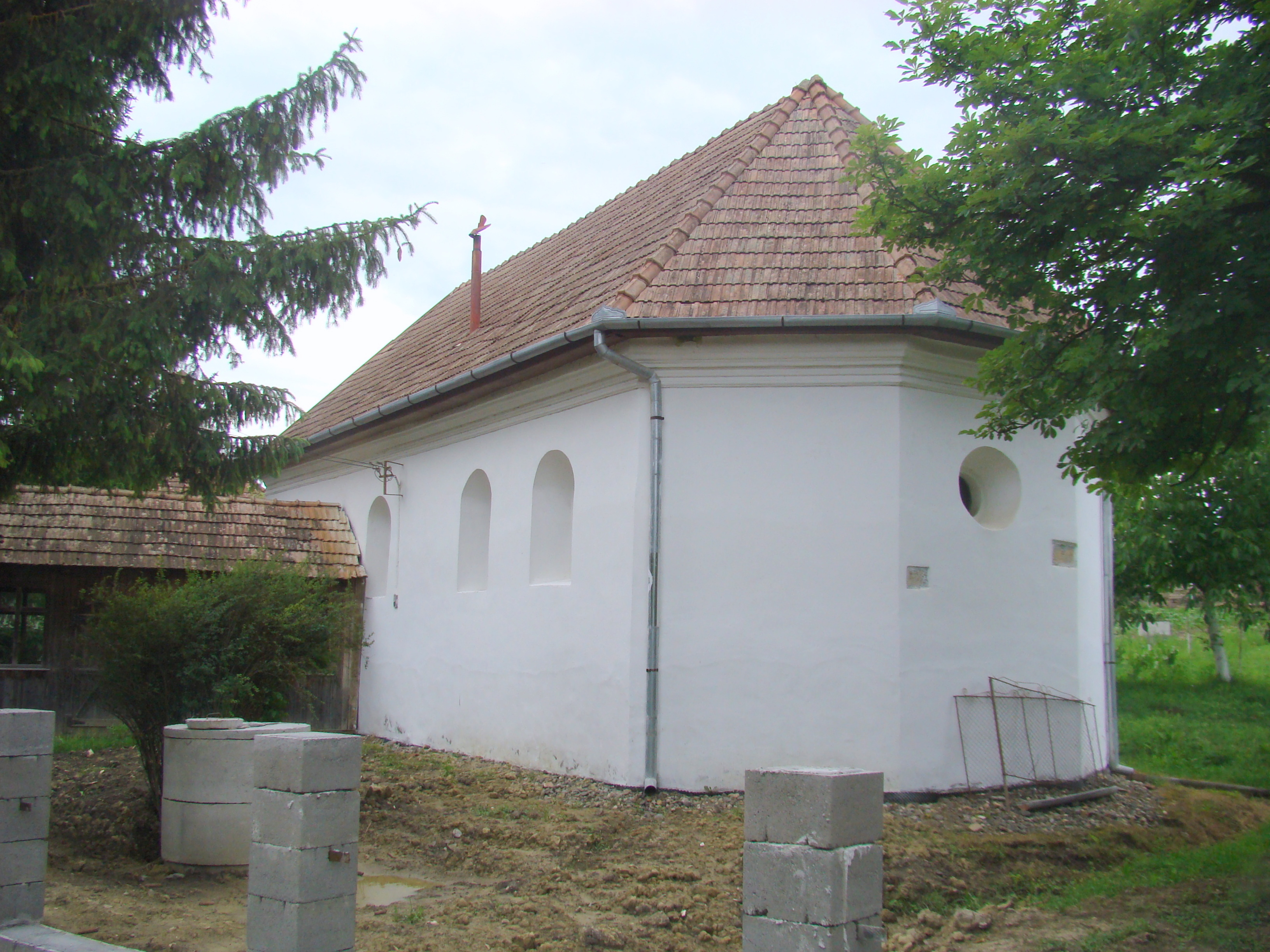
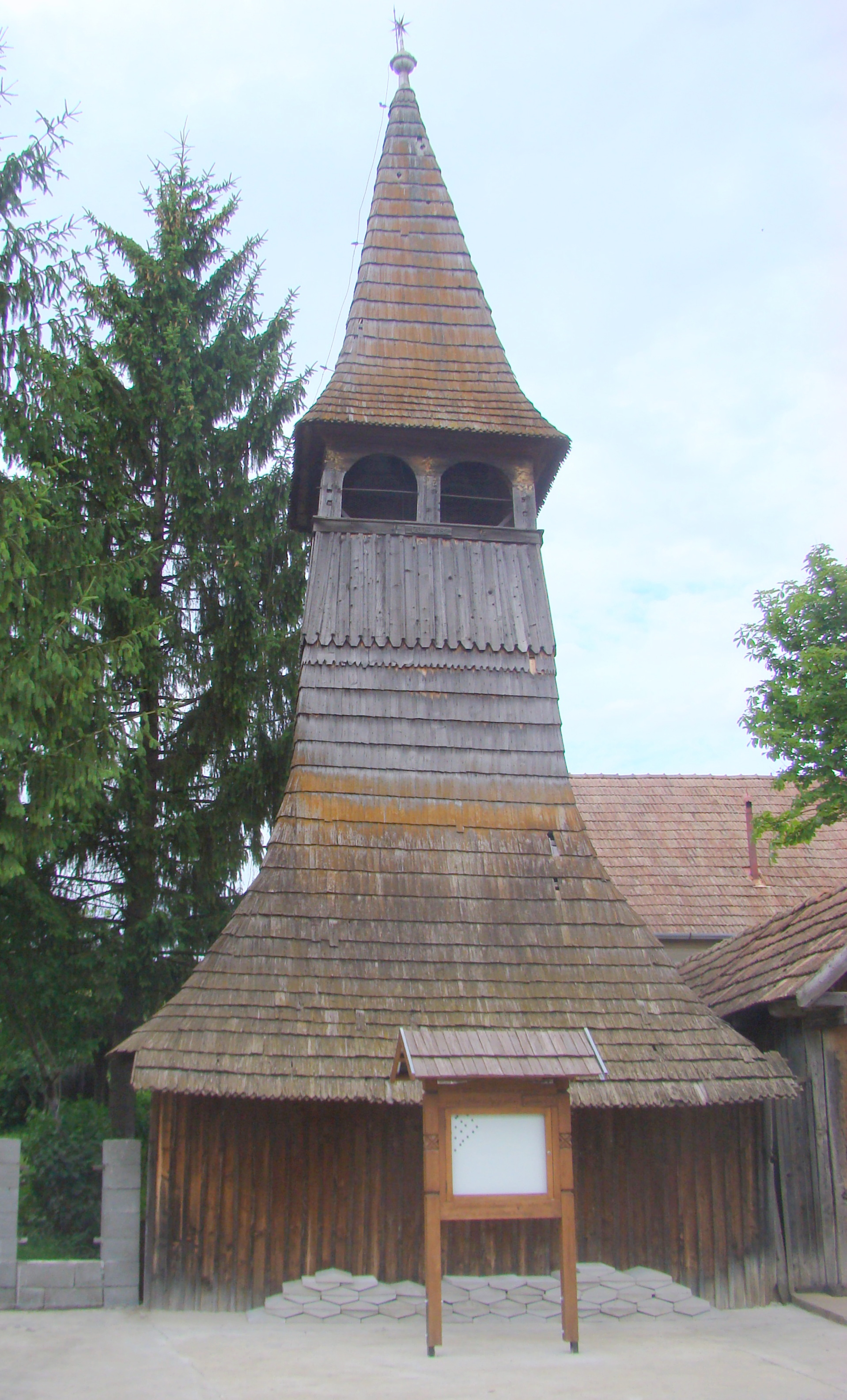
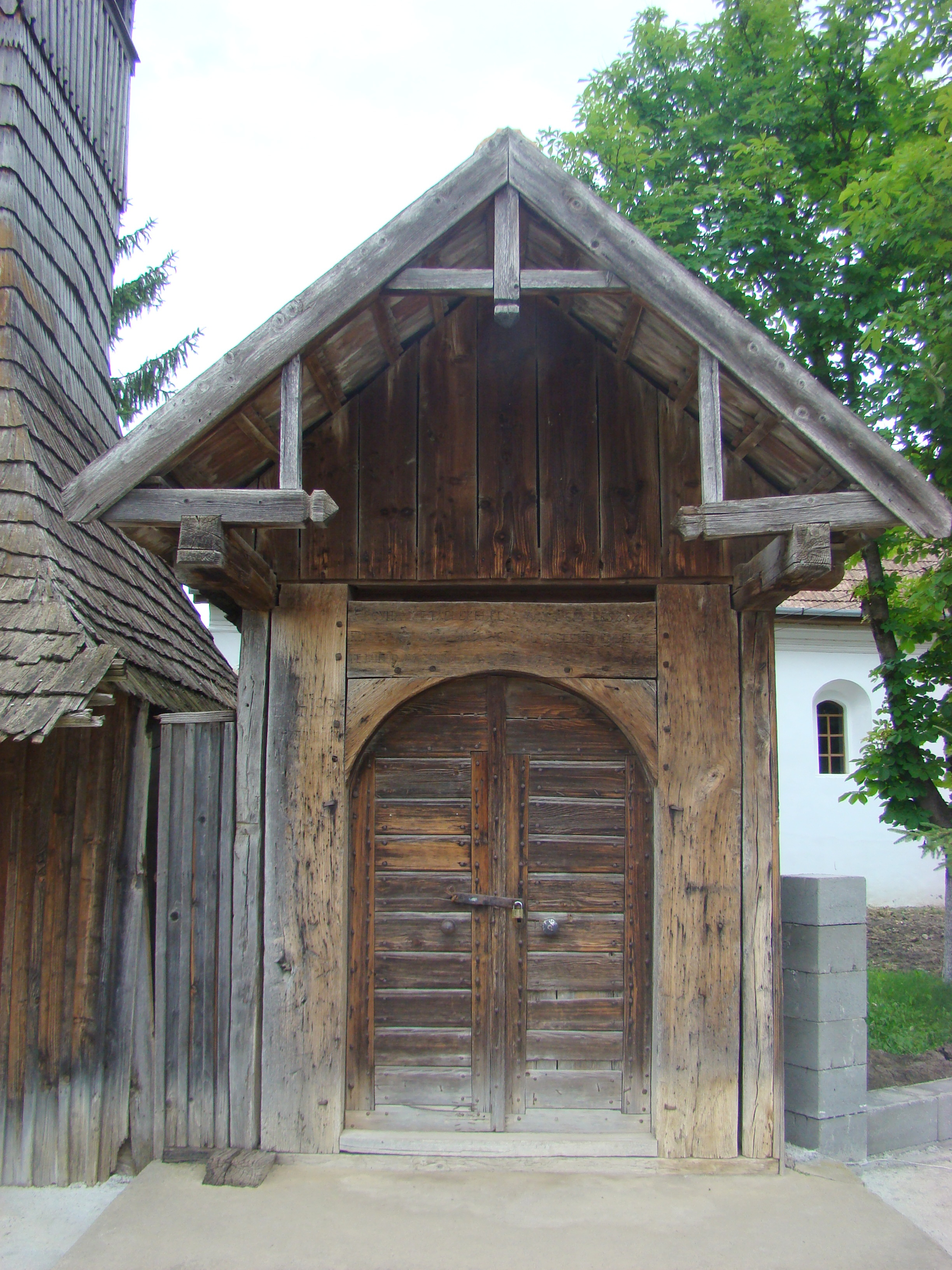
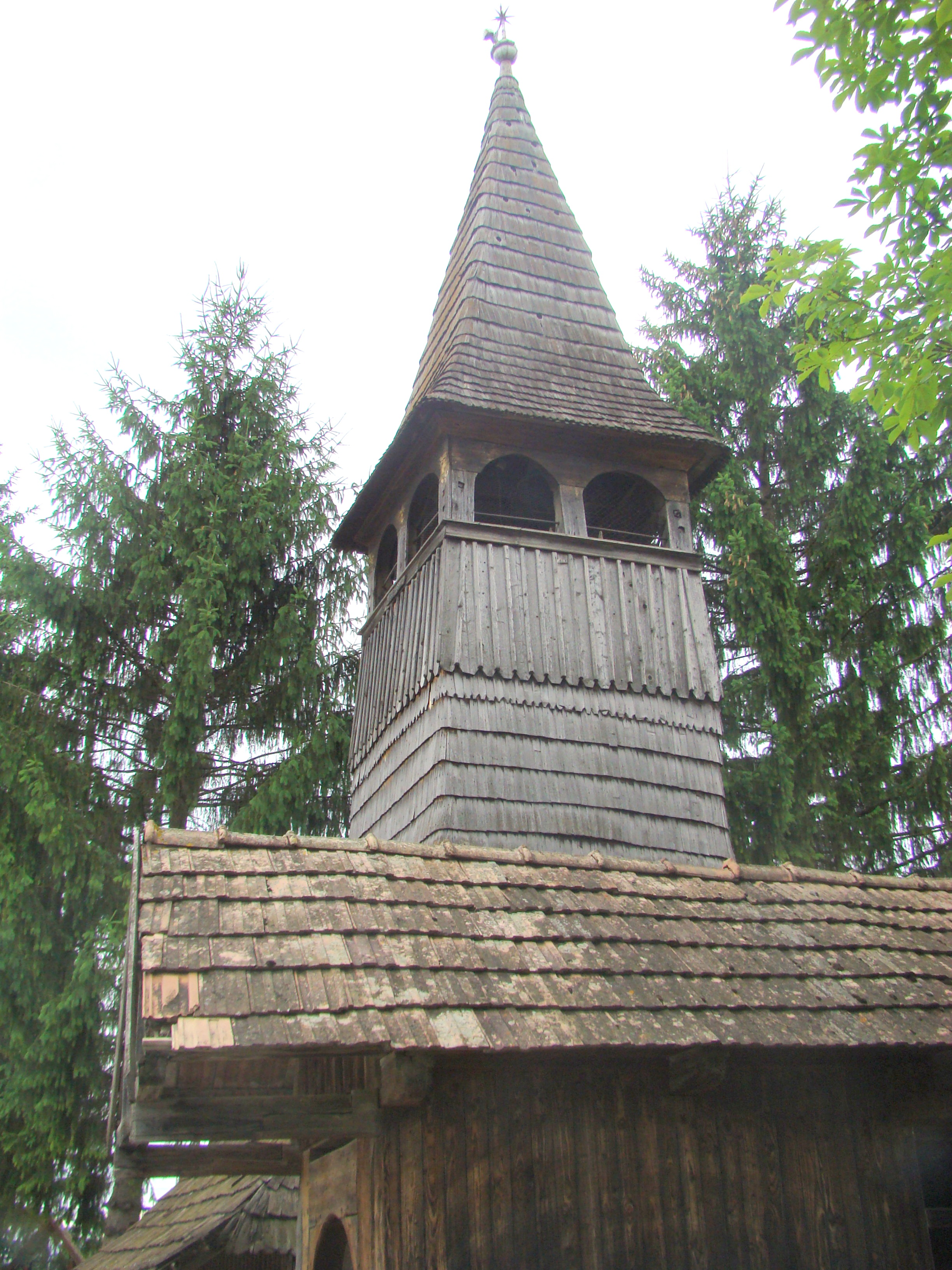
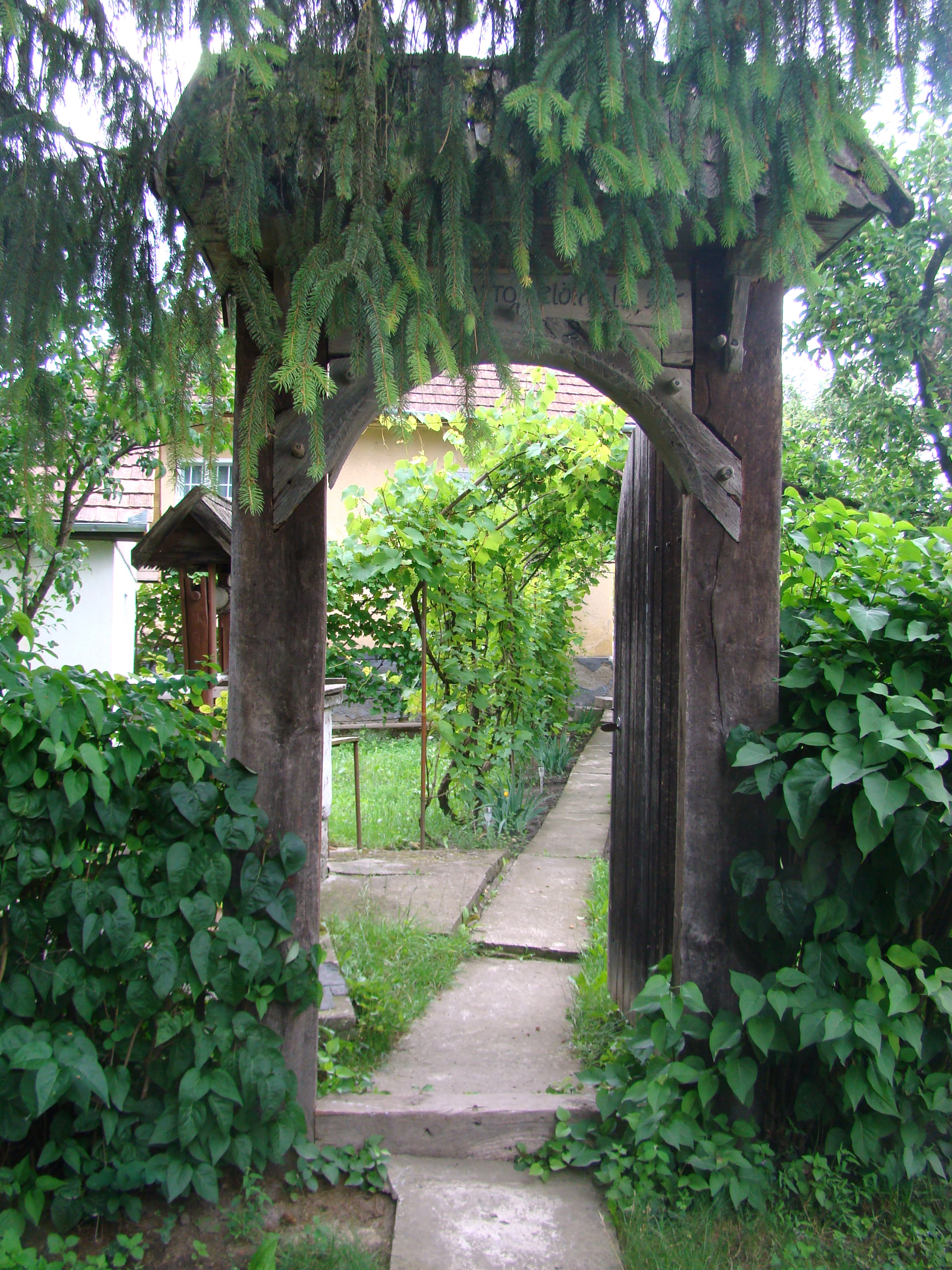
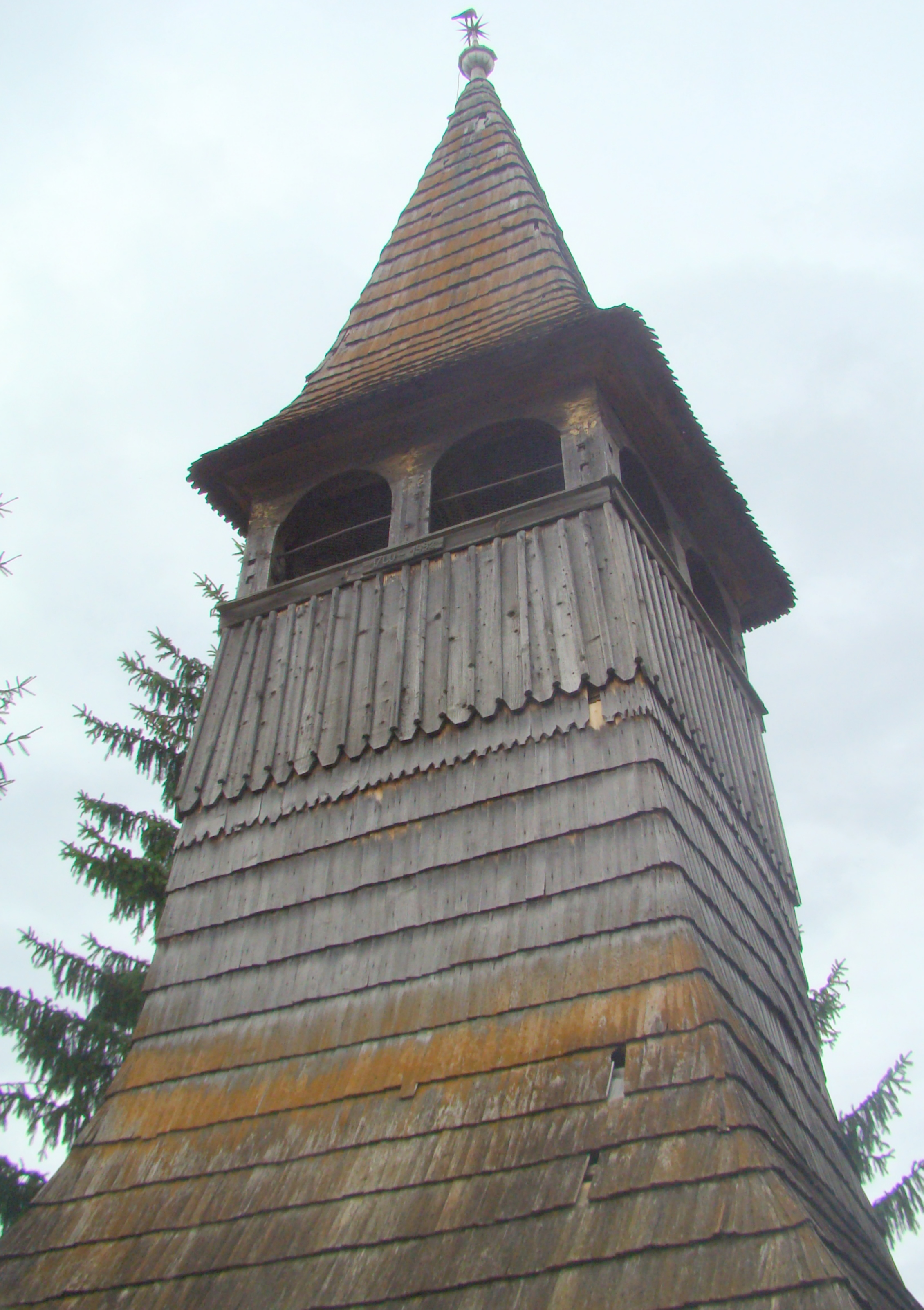
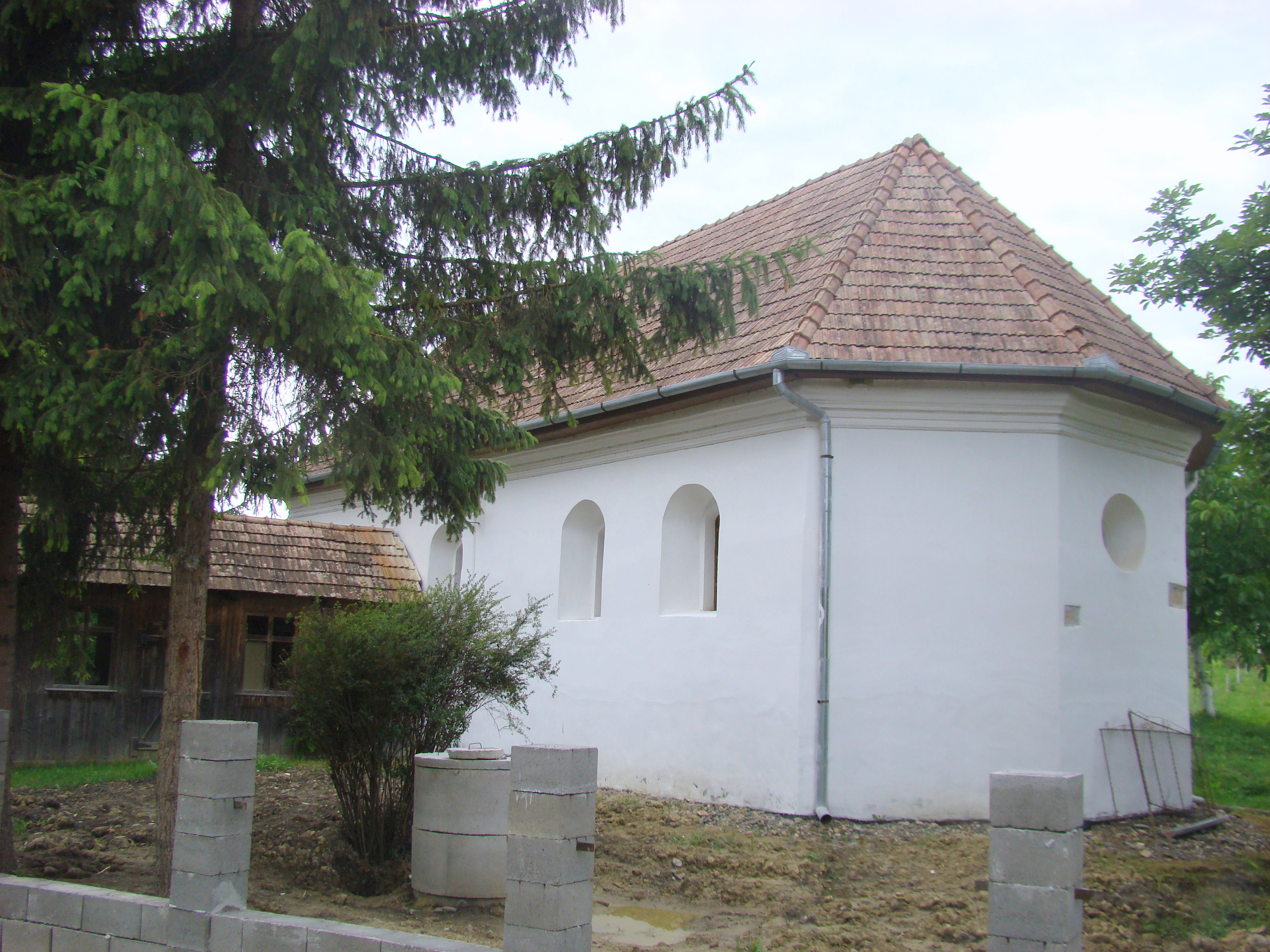
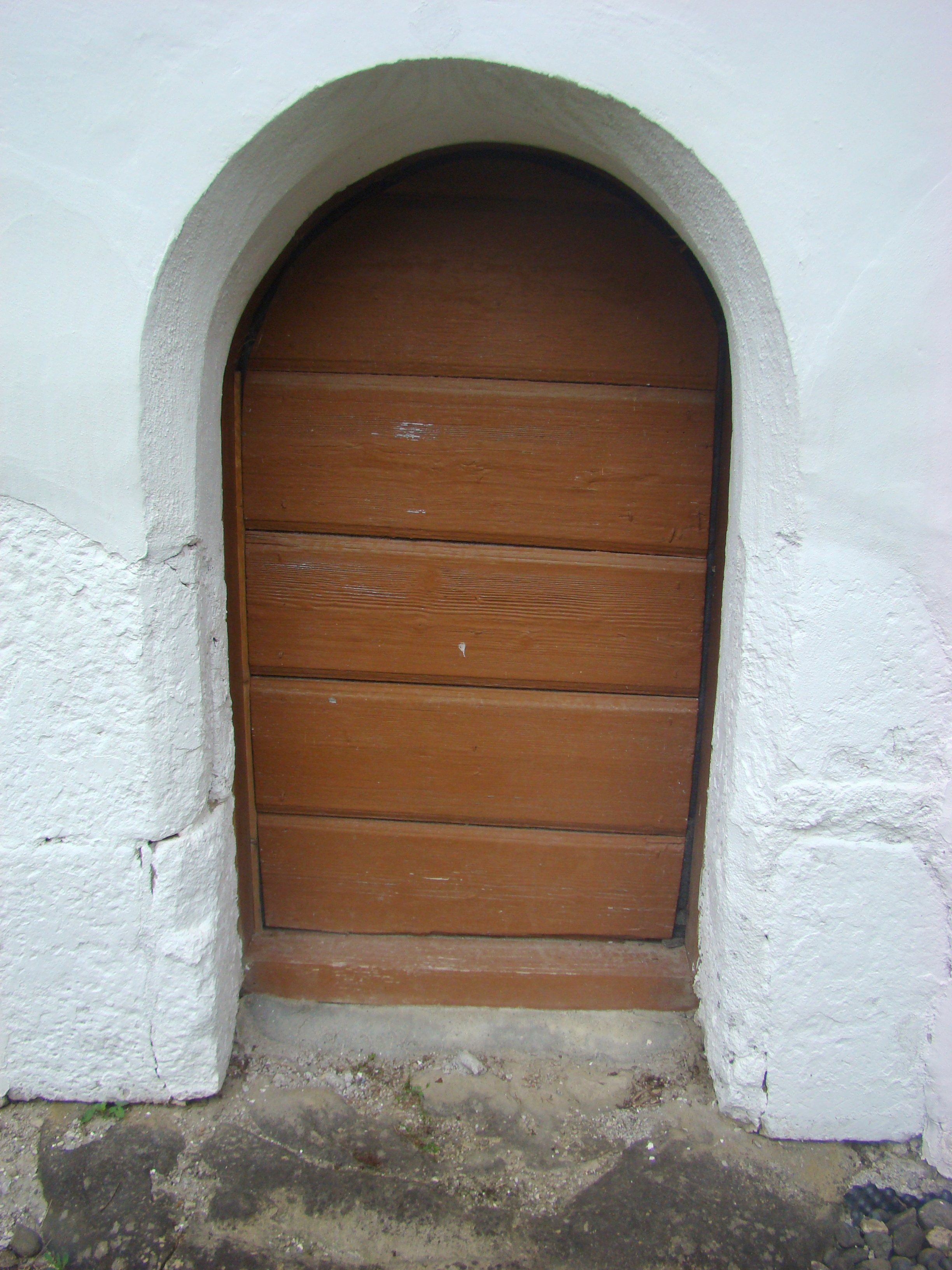
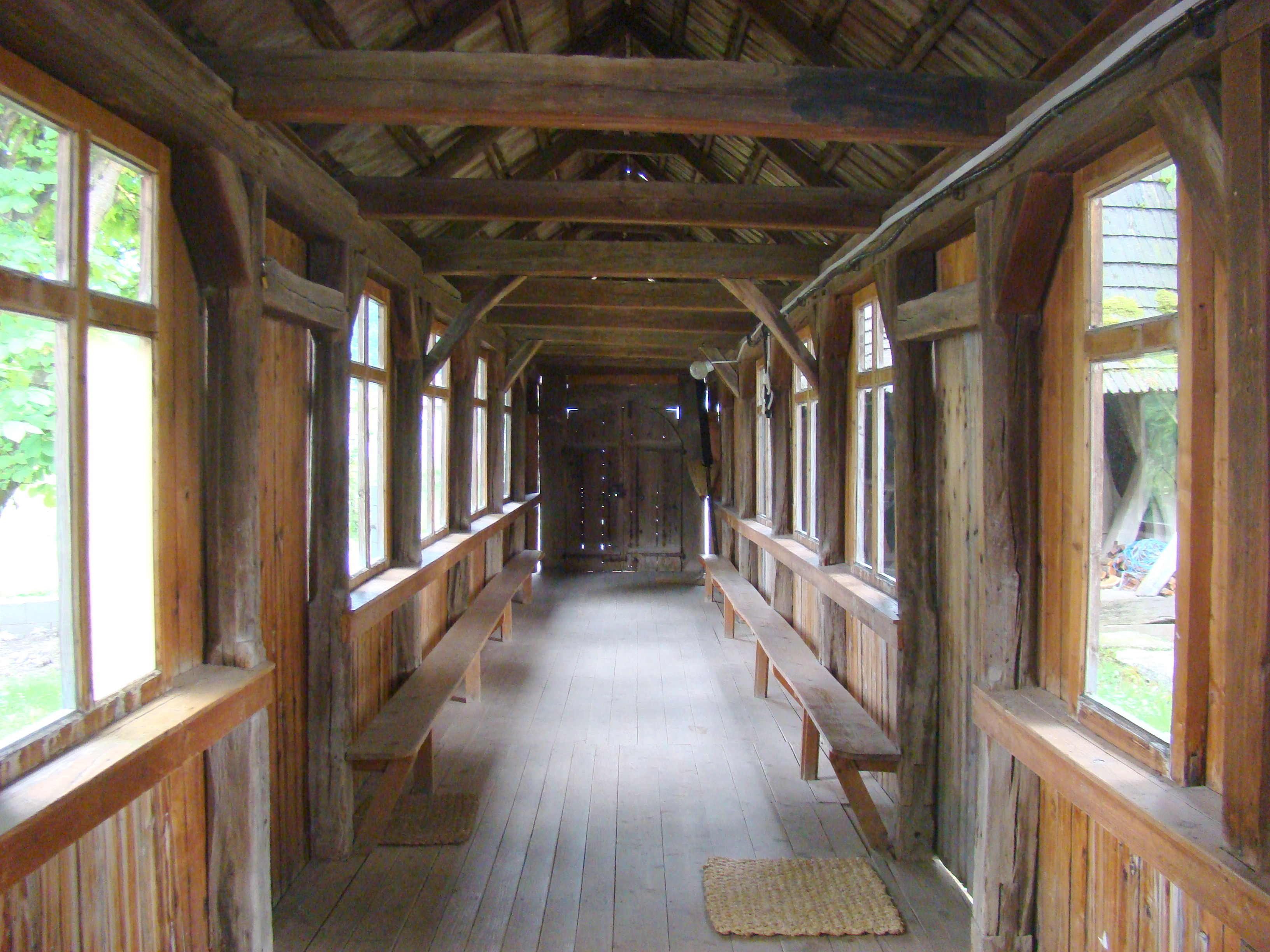
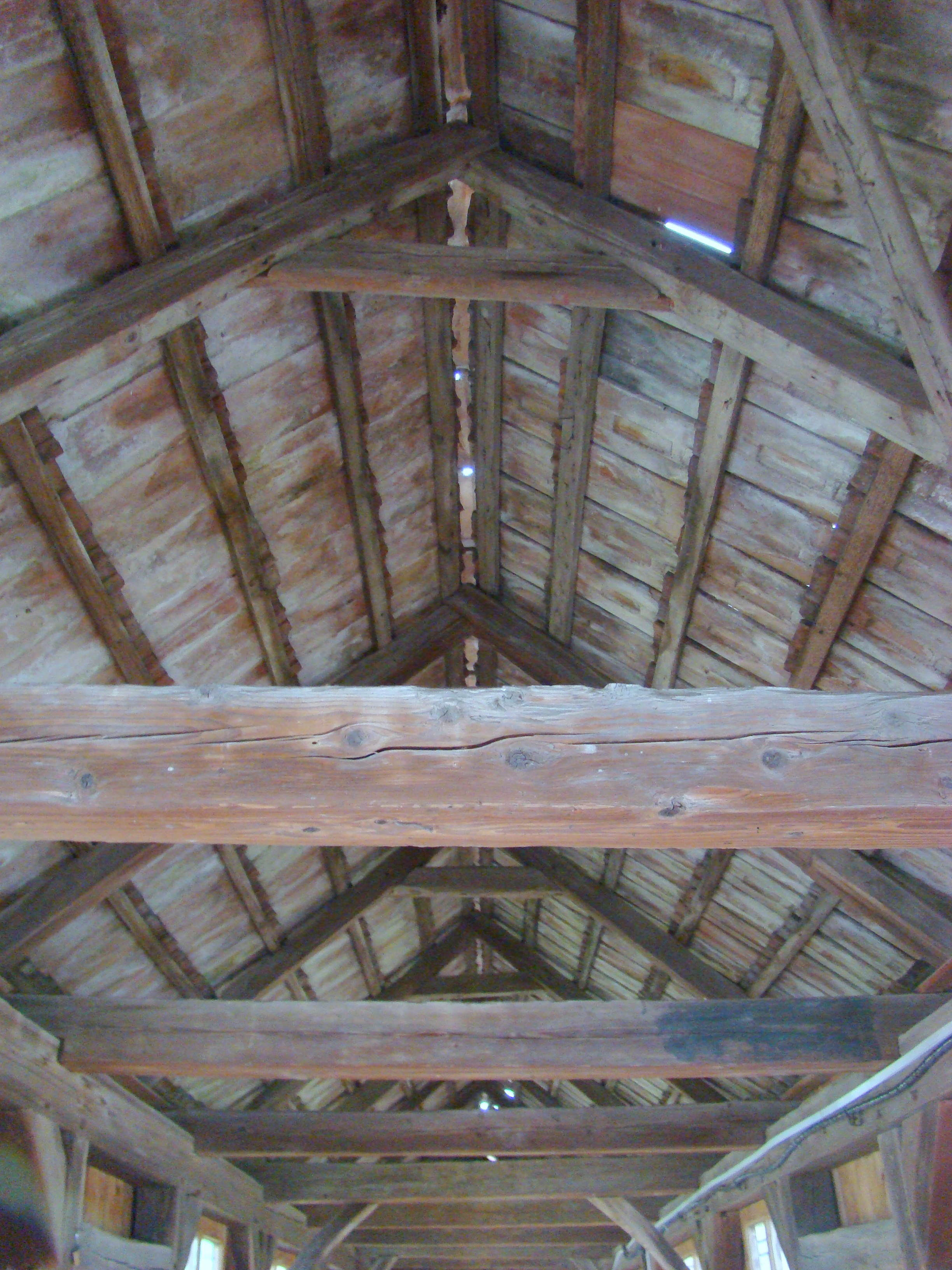
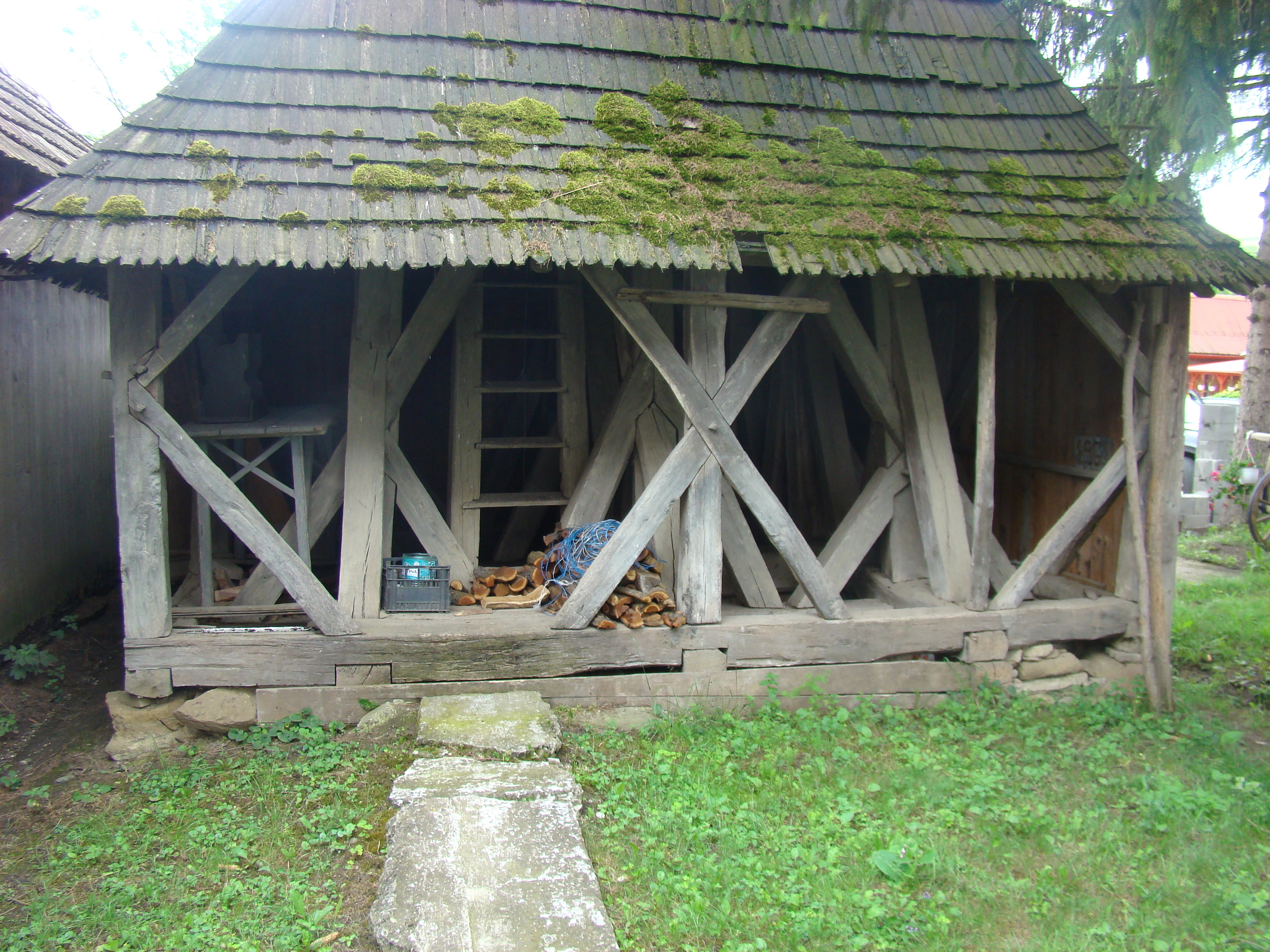

## Imagini din interior

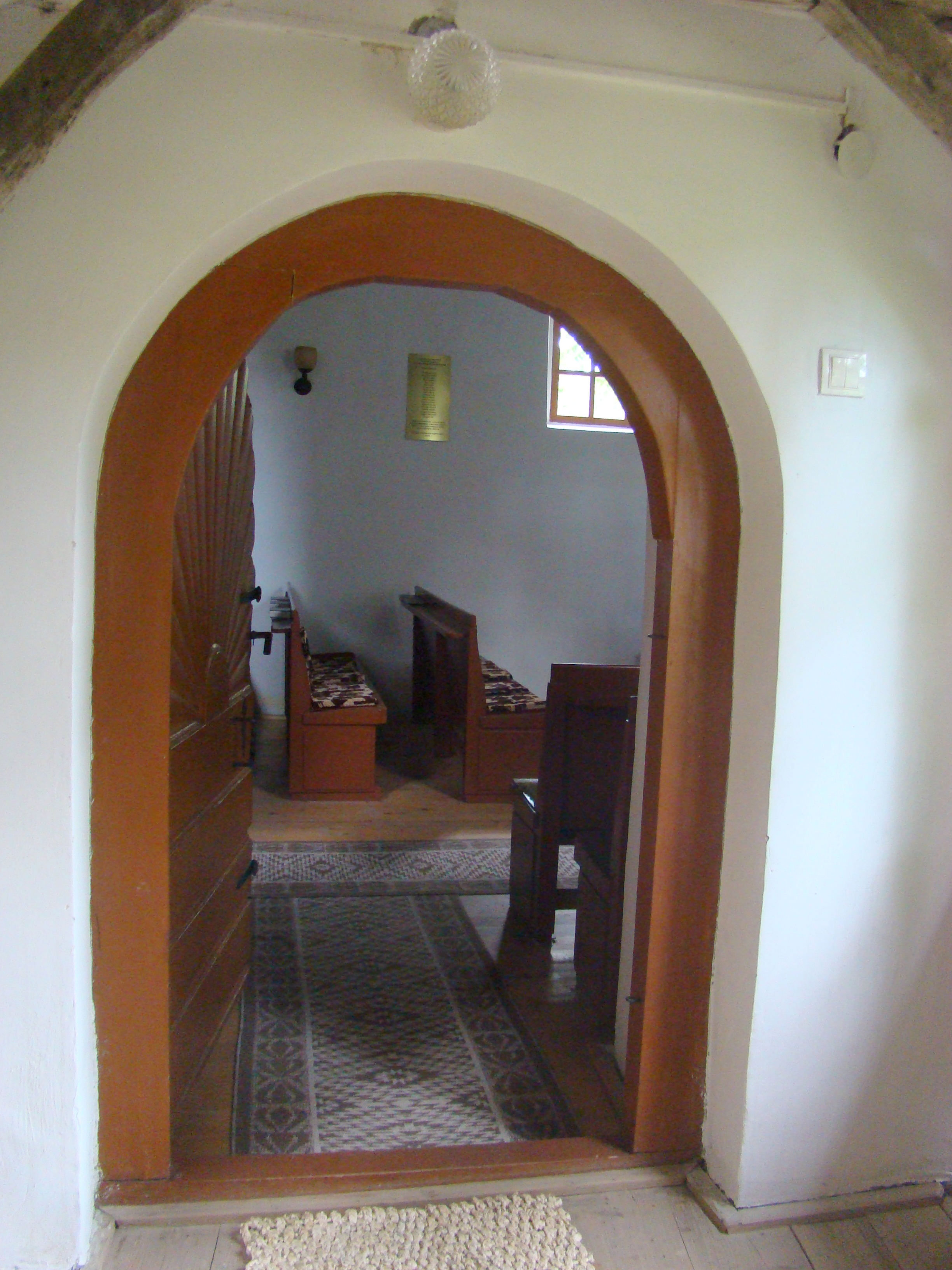
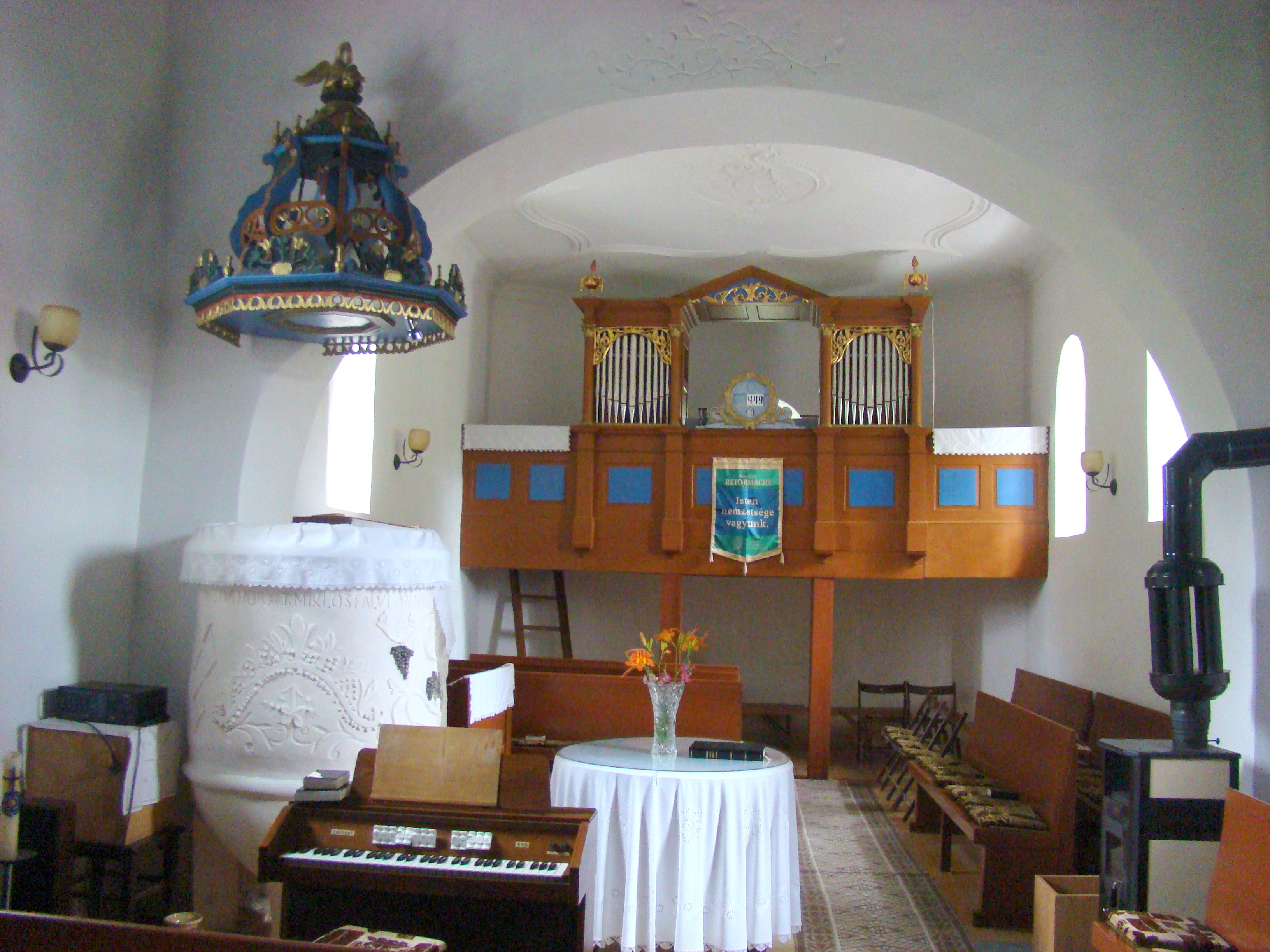
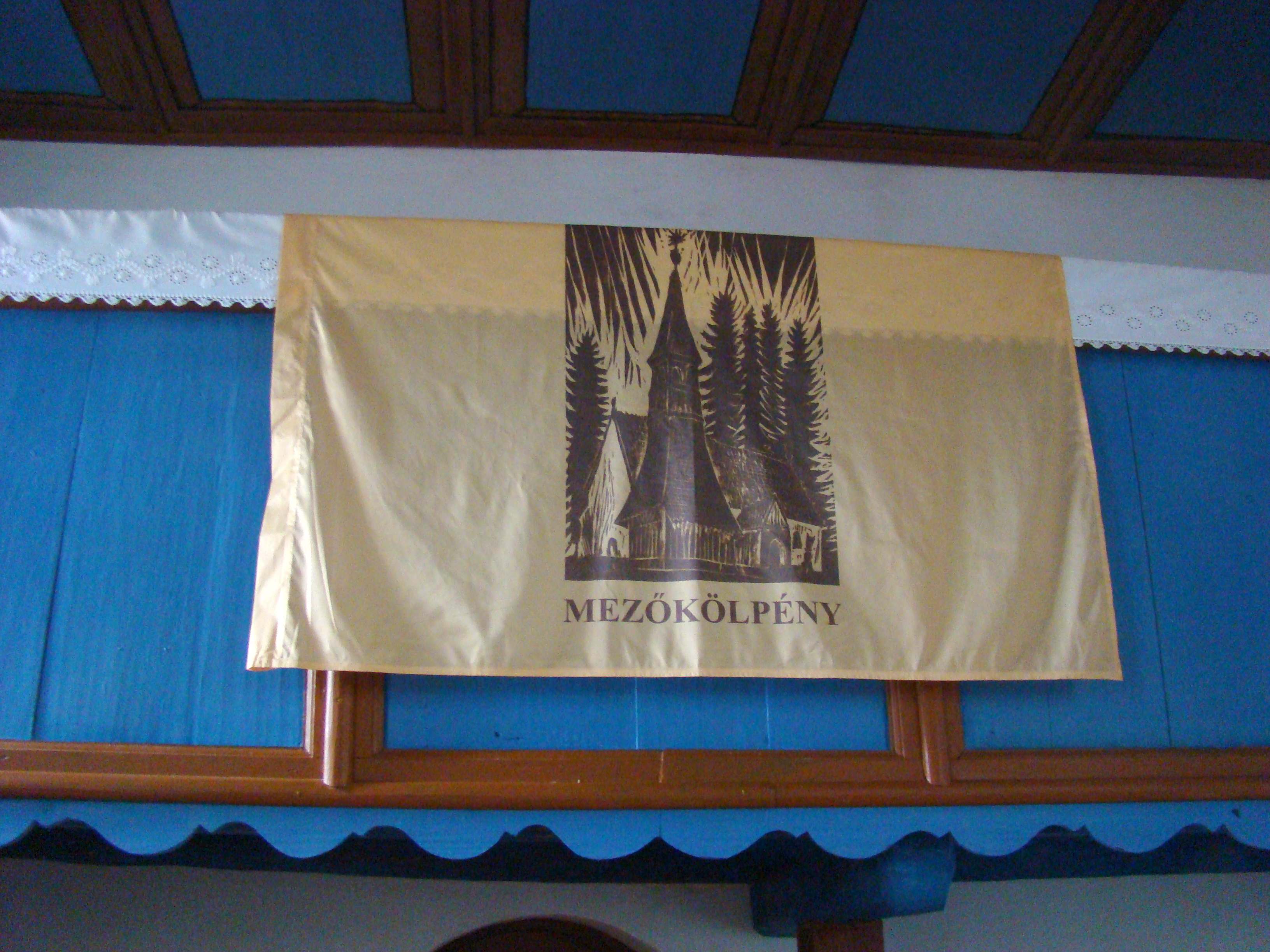
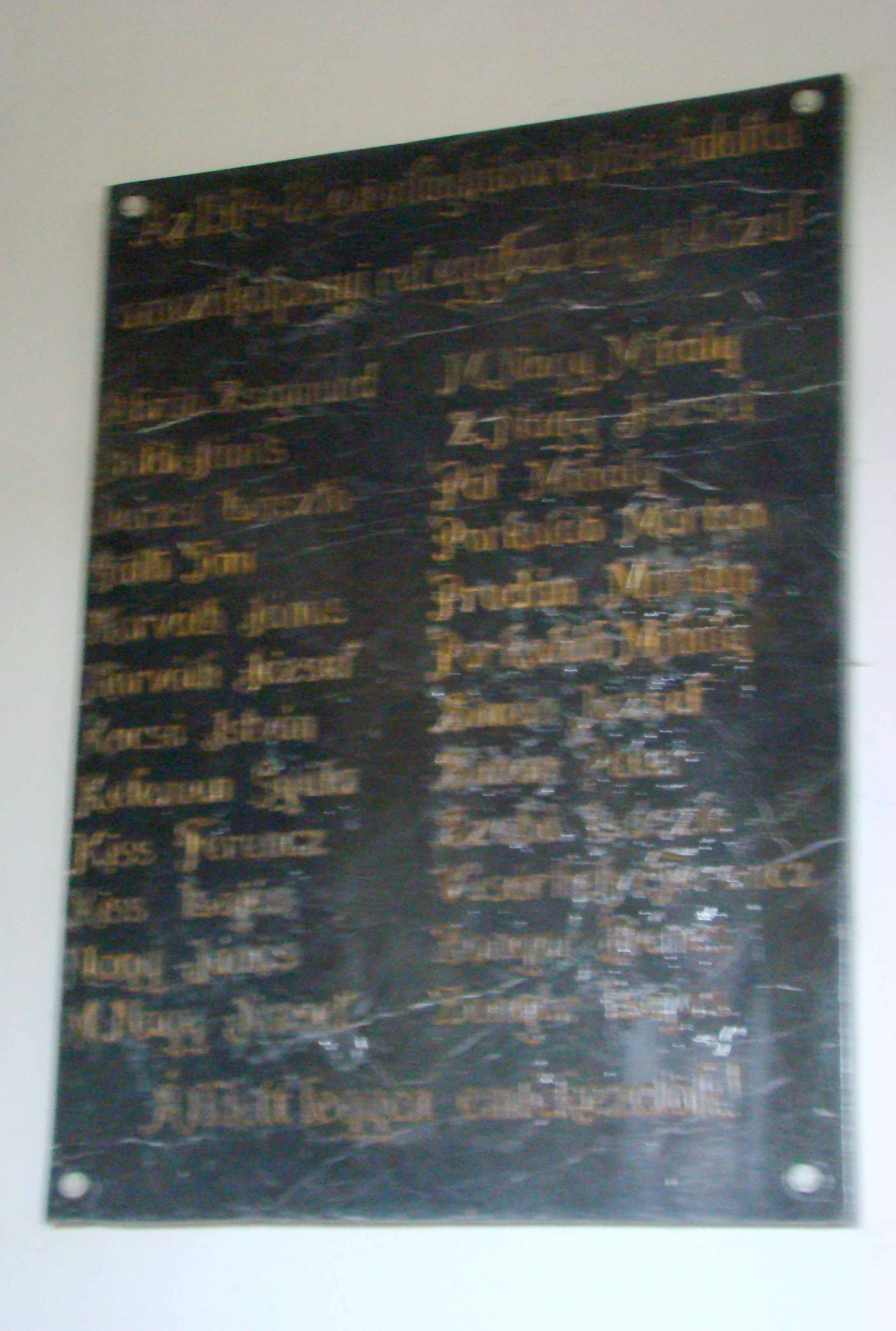
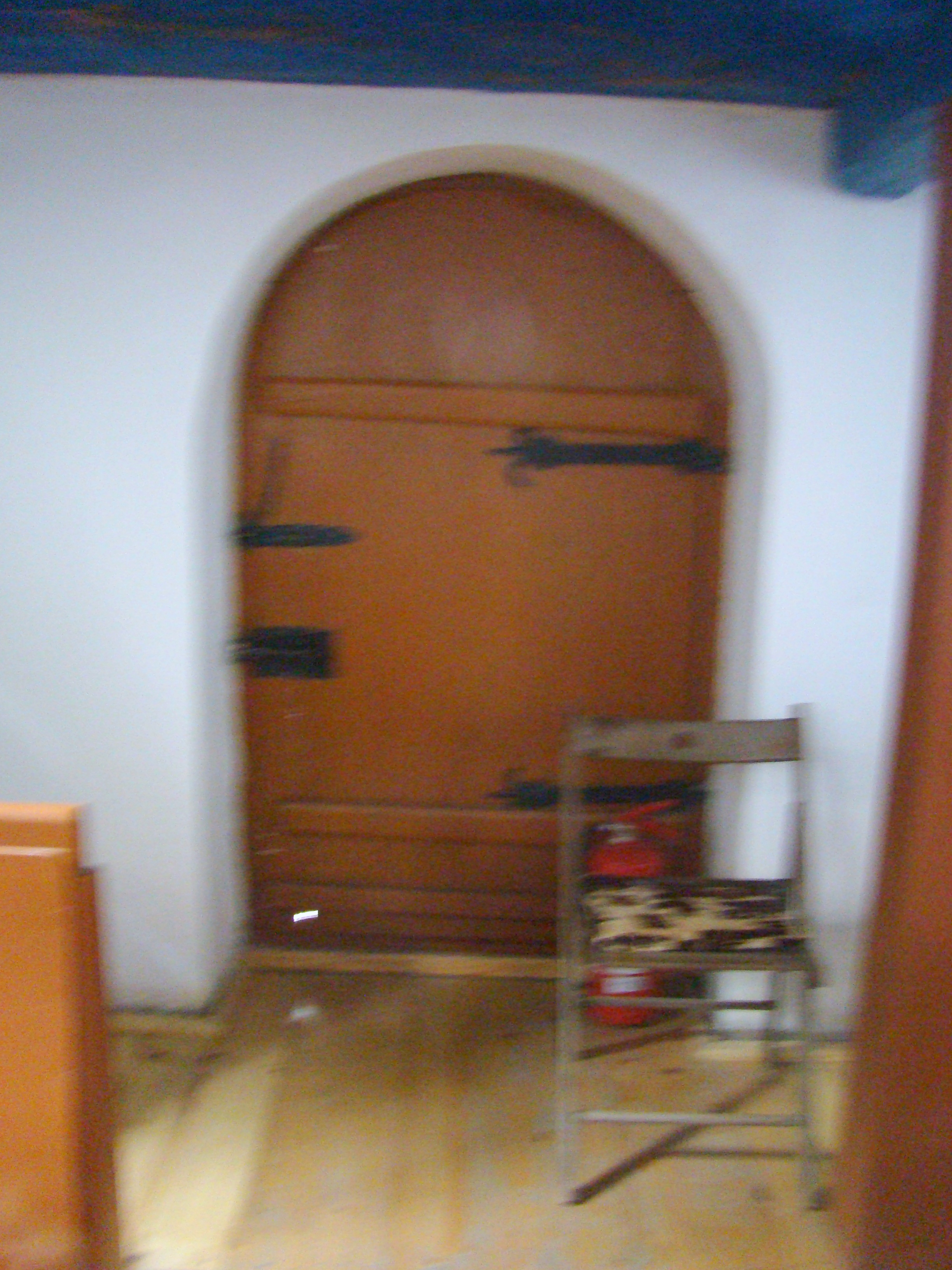
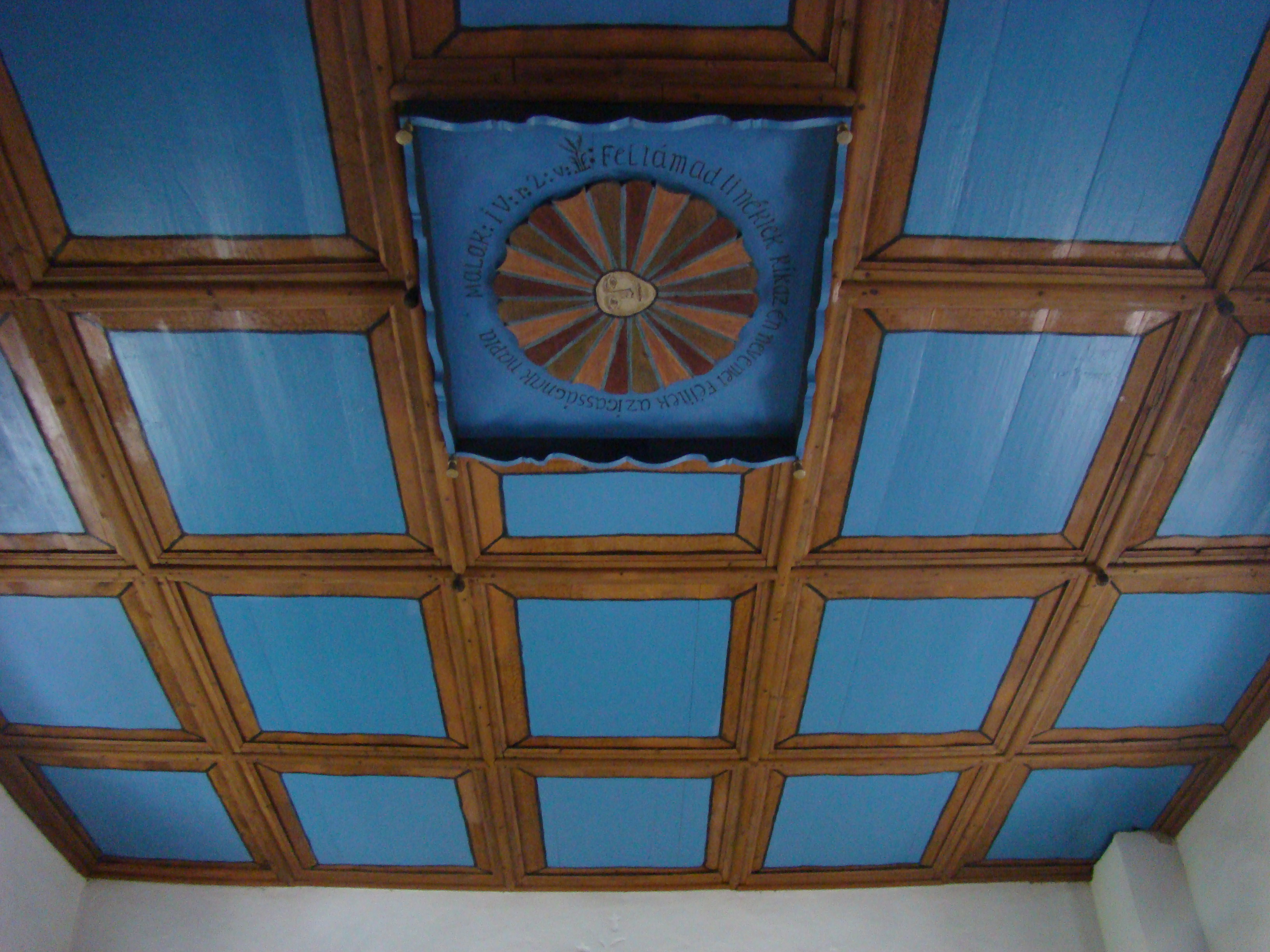
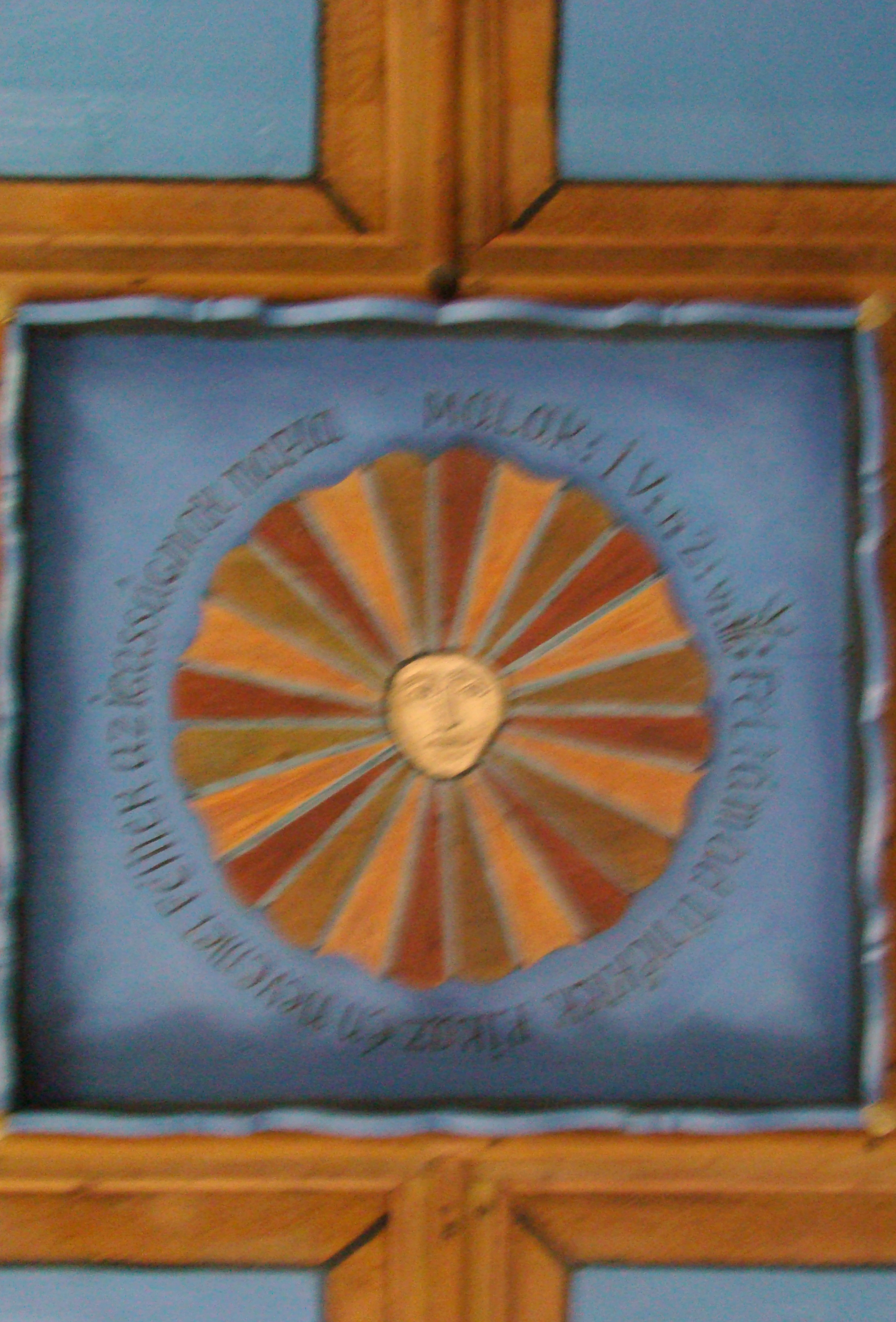
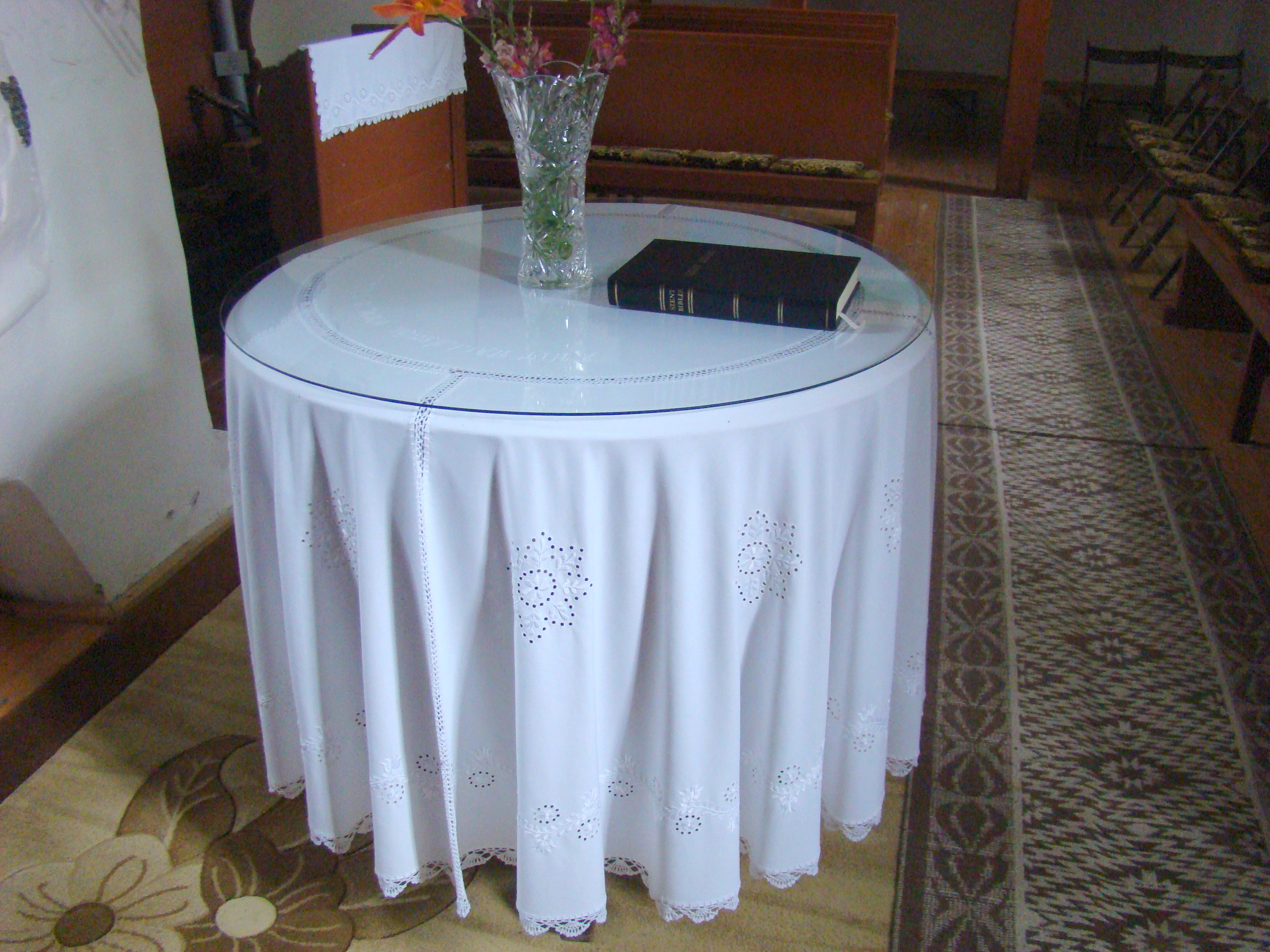
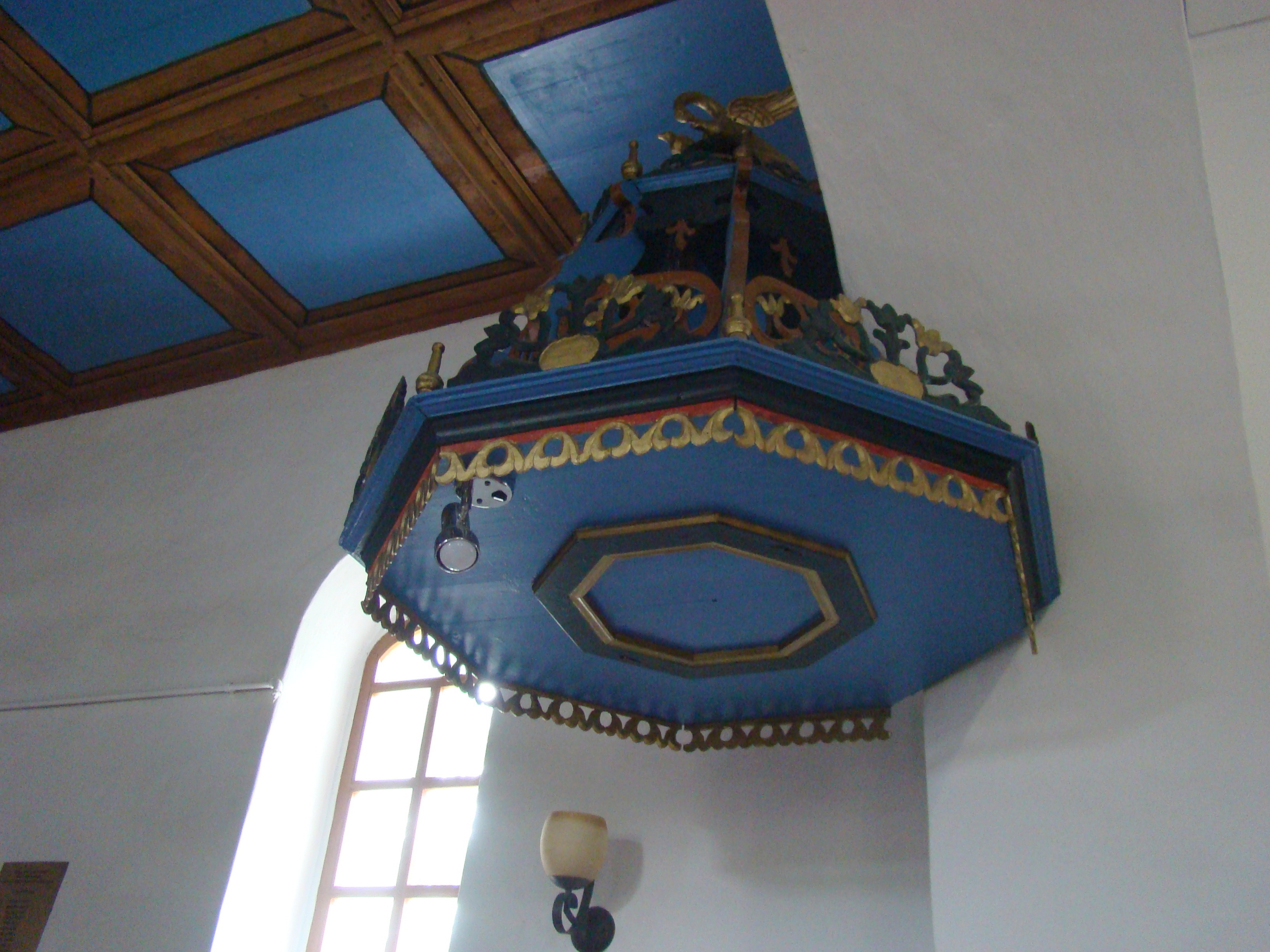
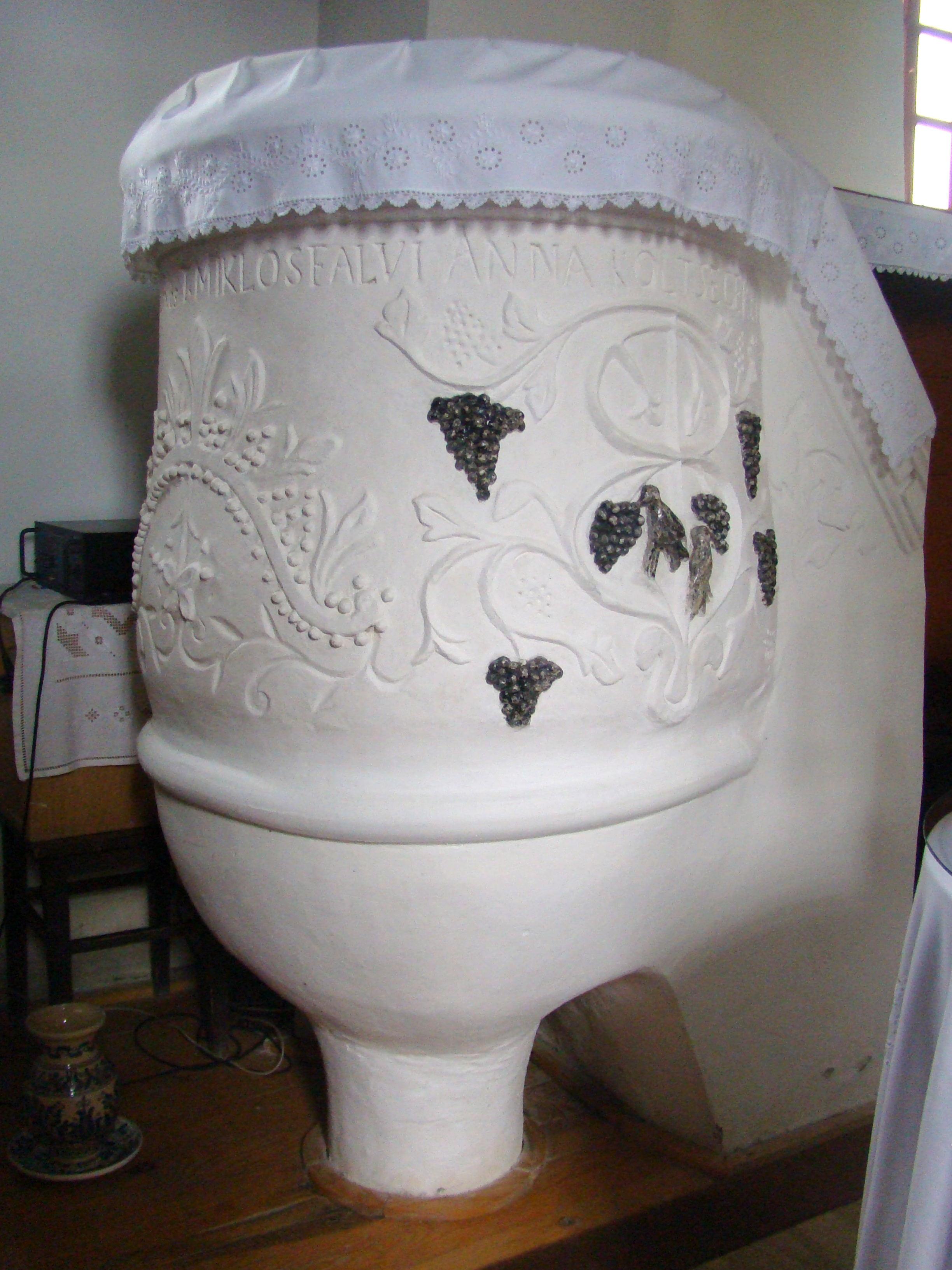
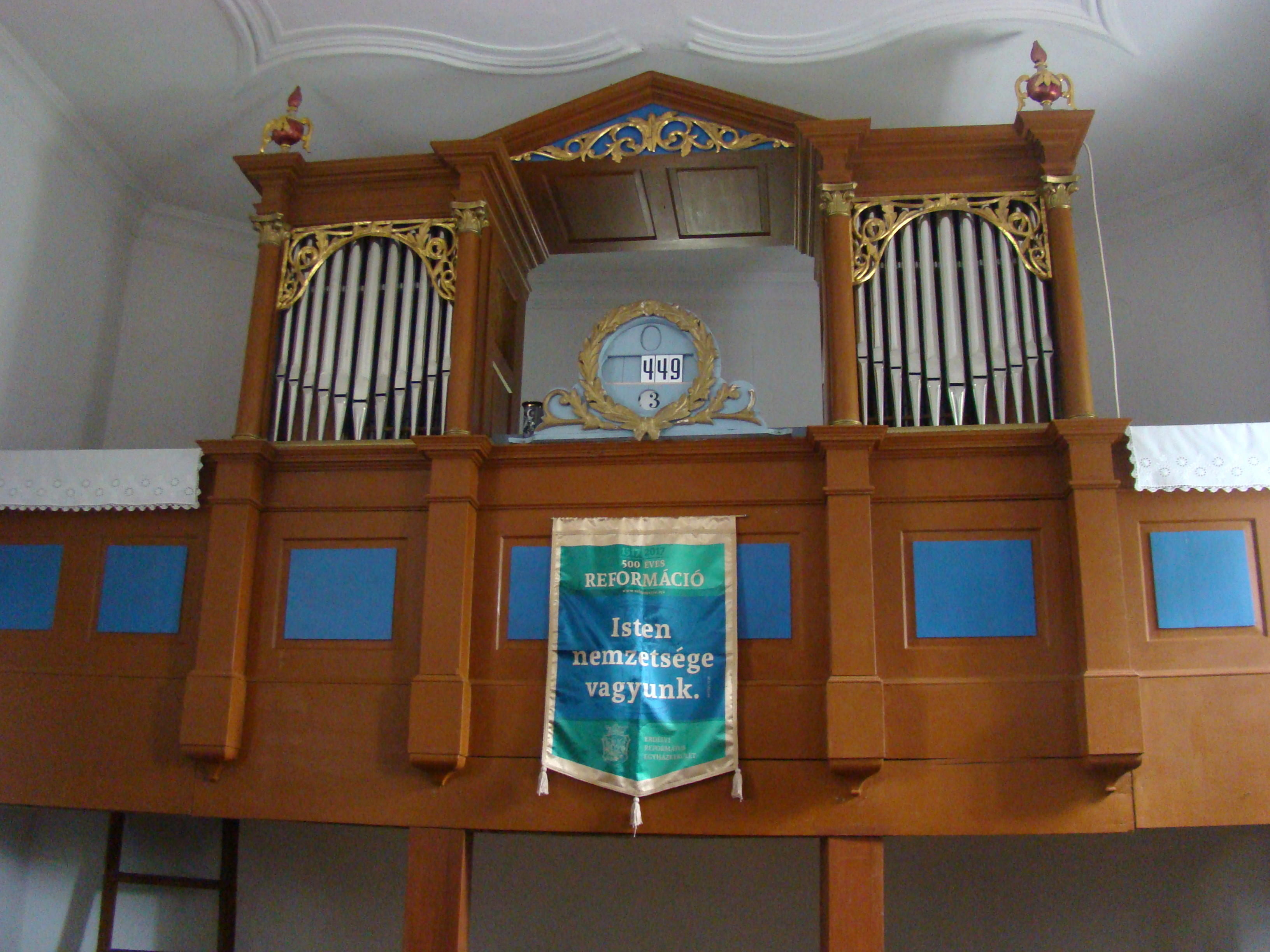
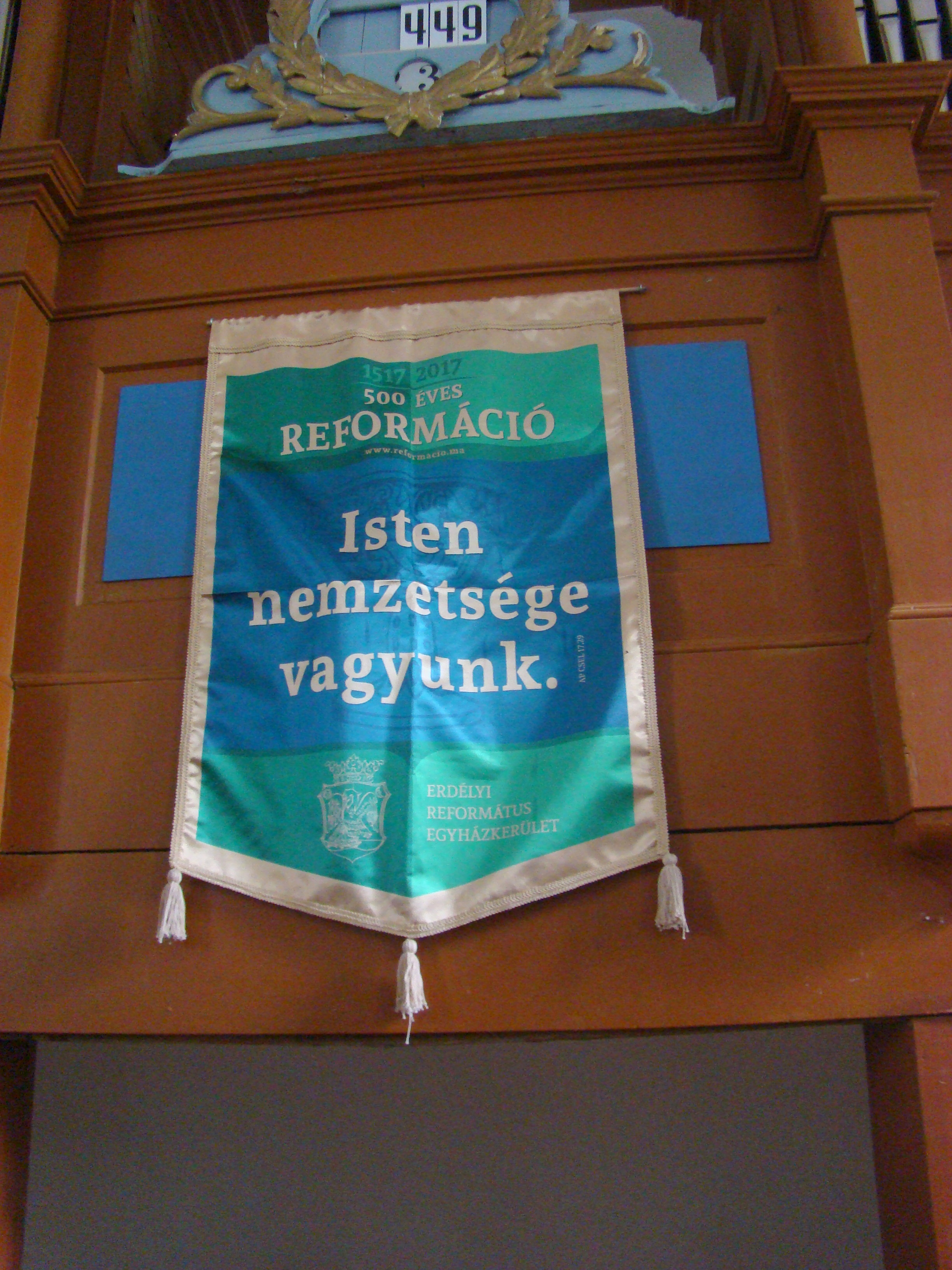
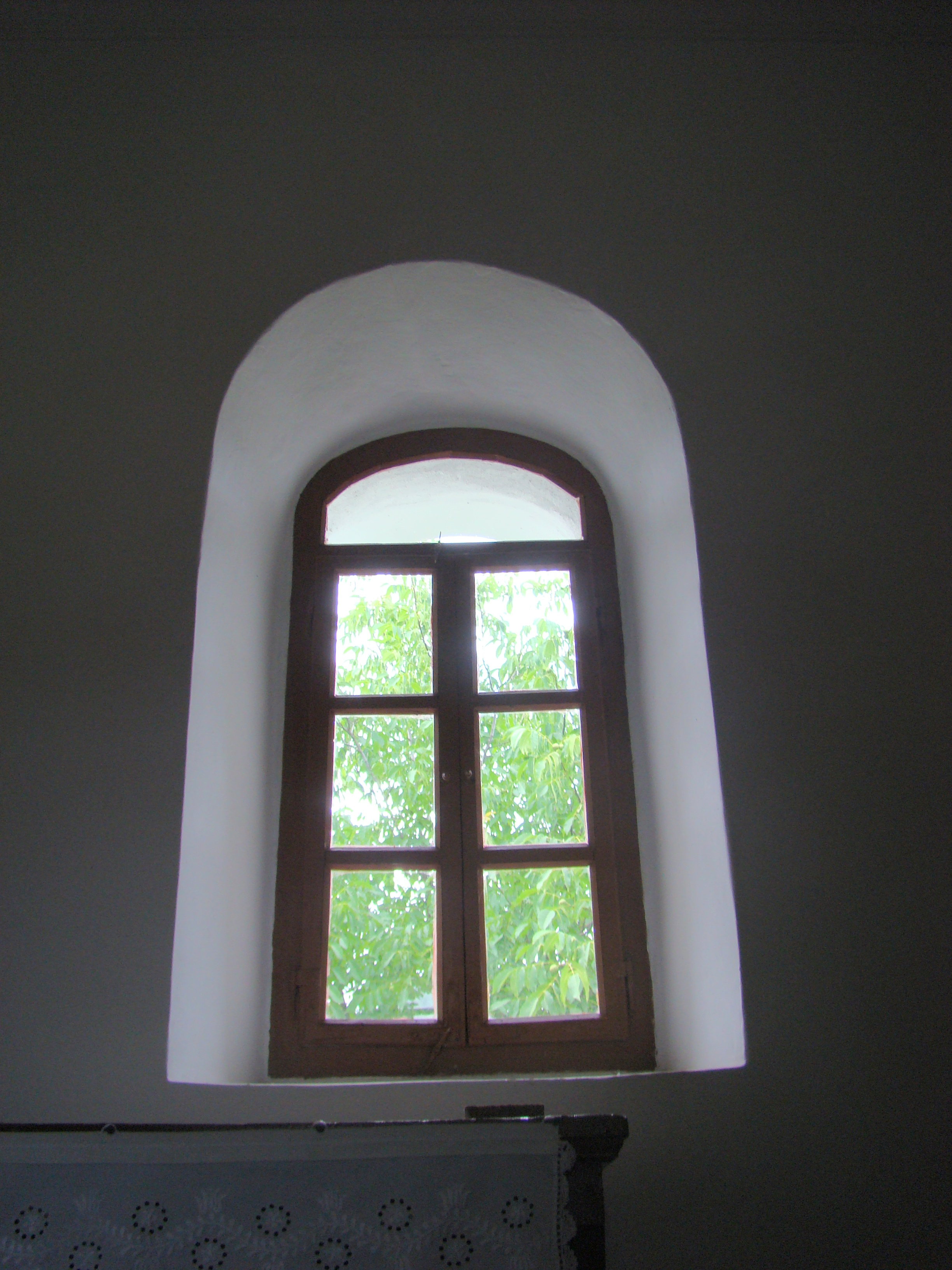
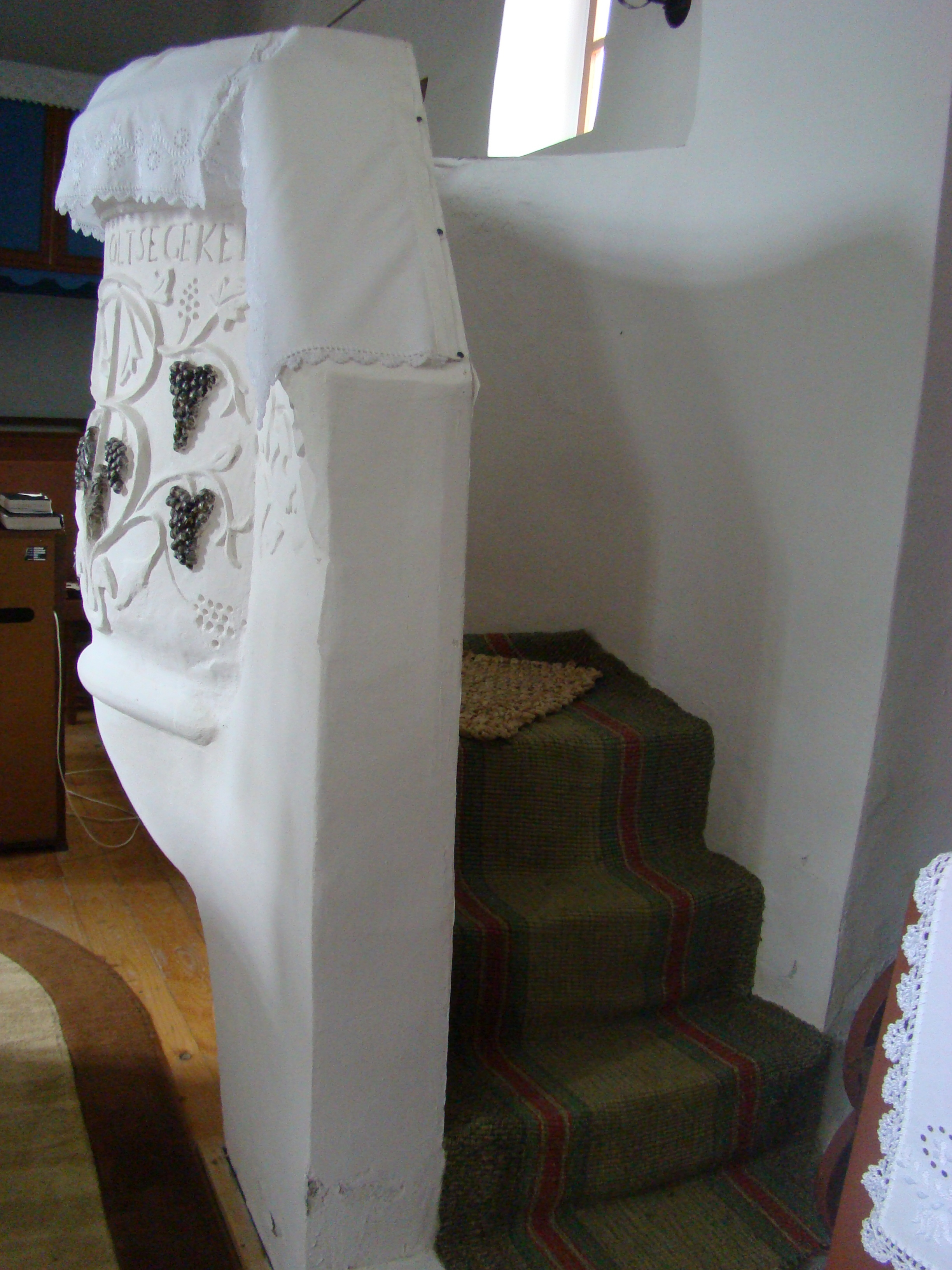
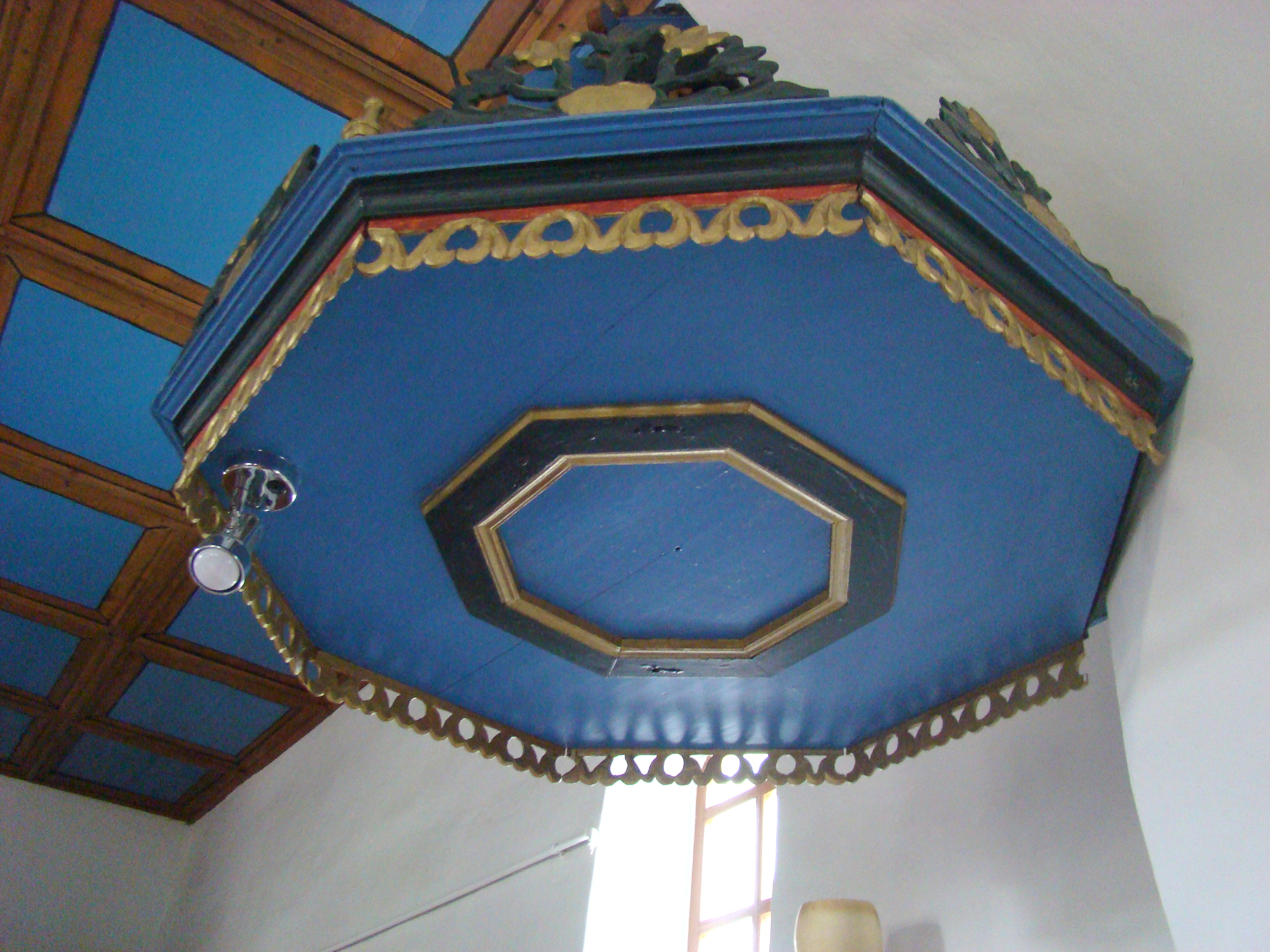
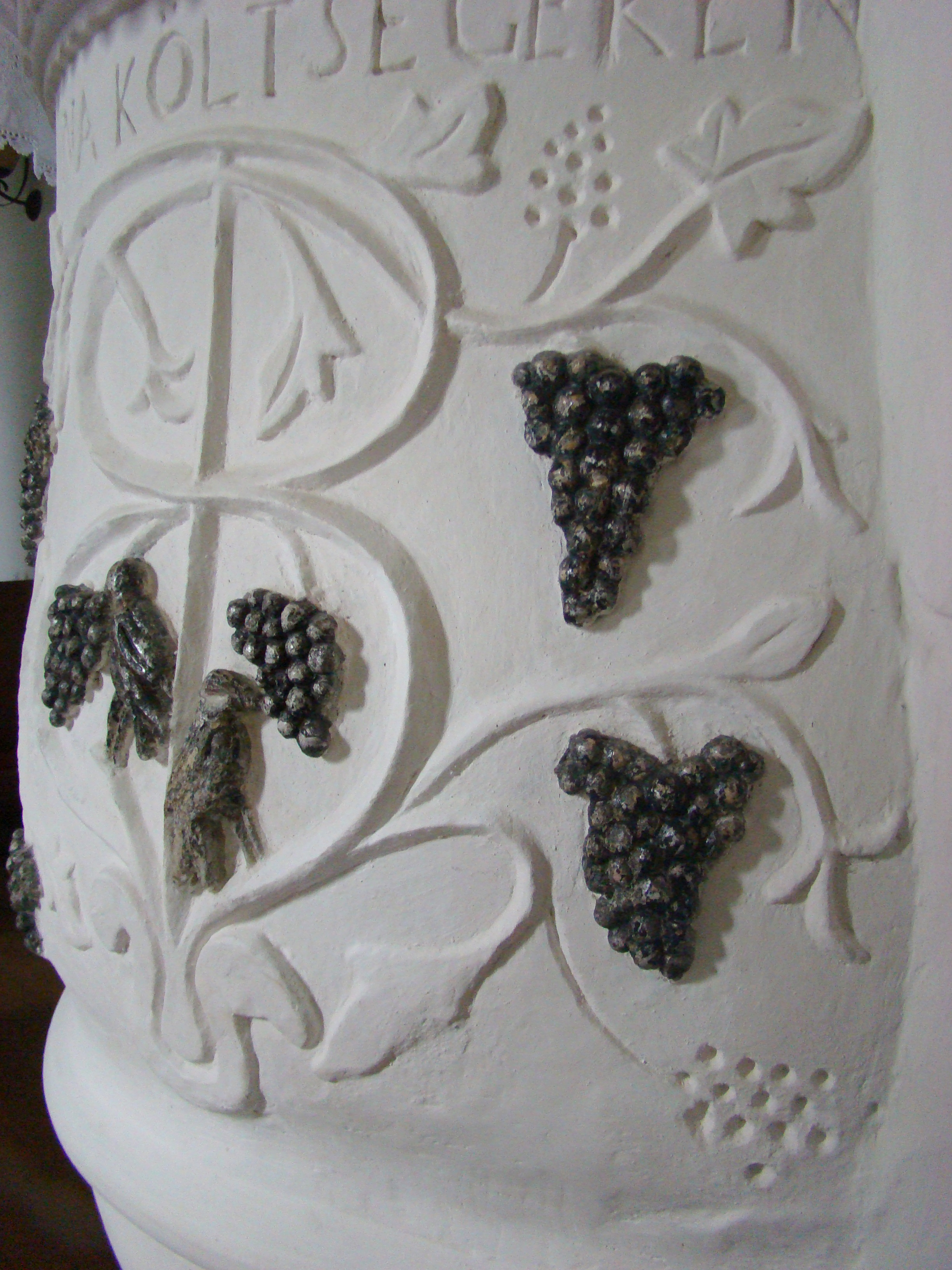
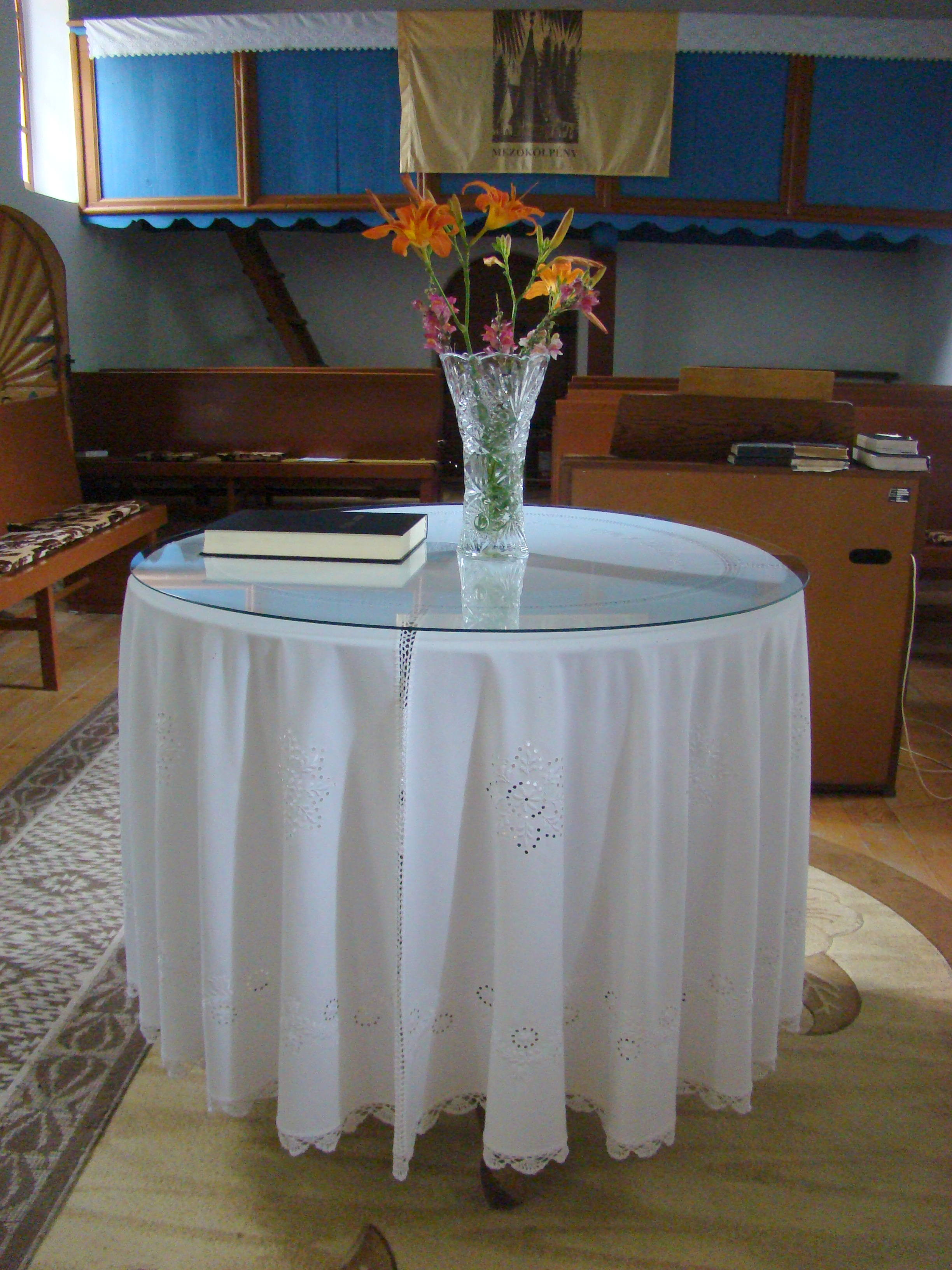
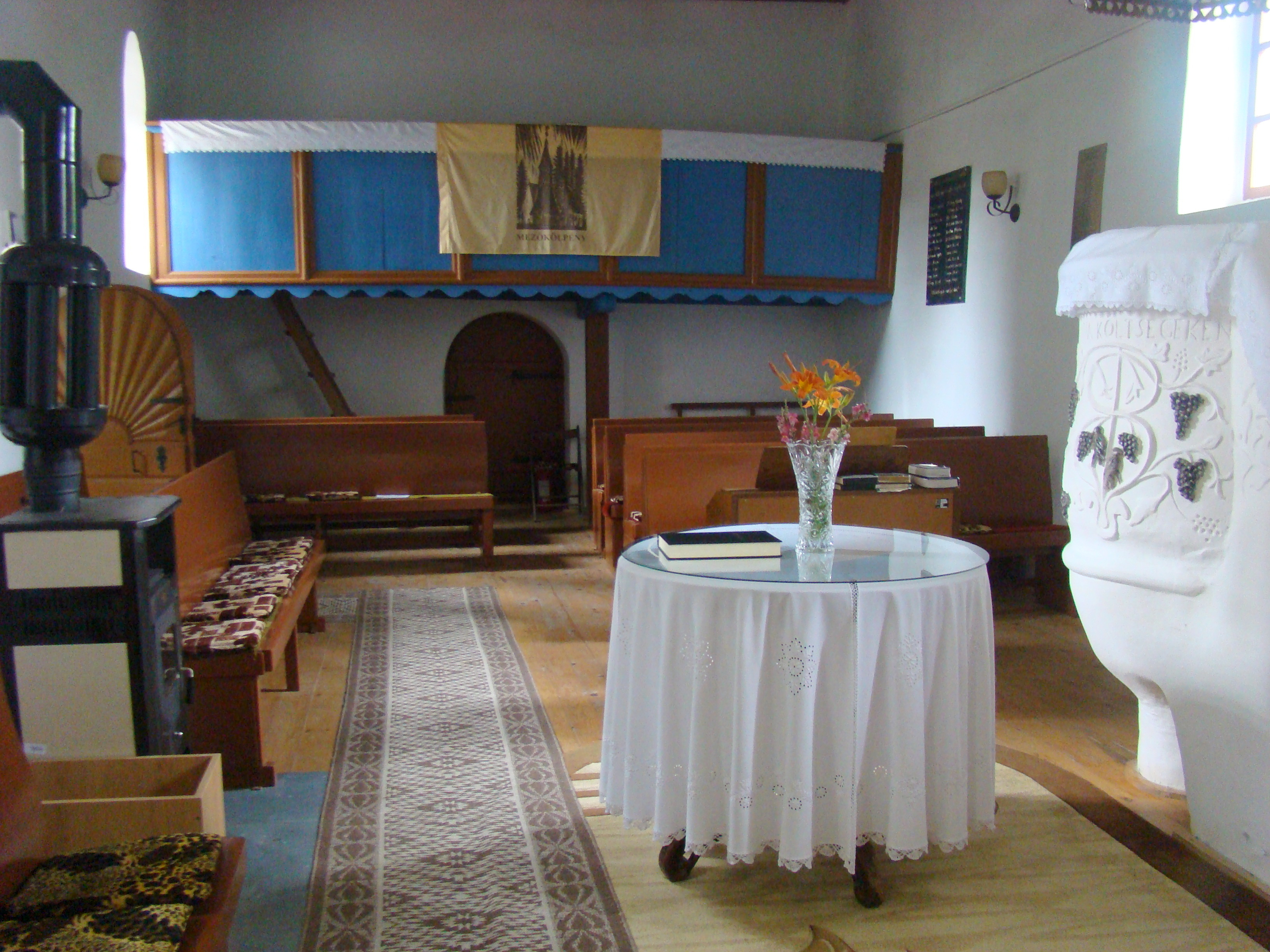
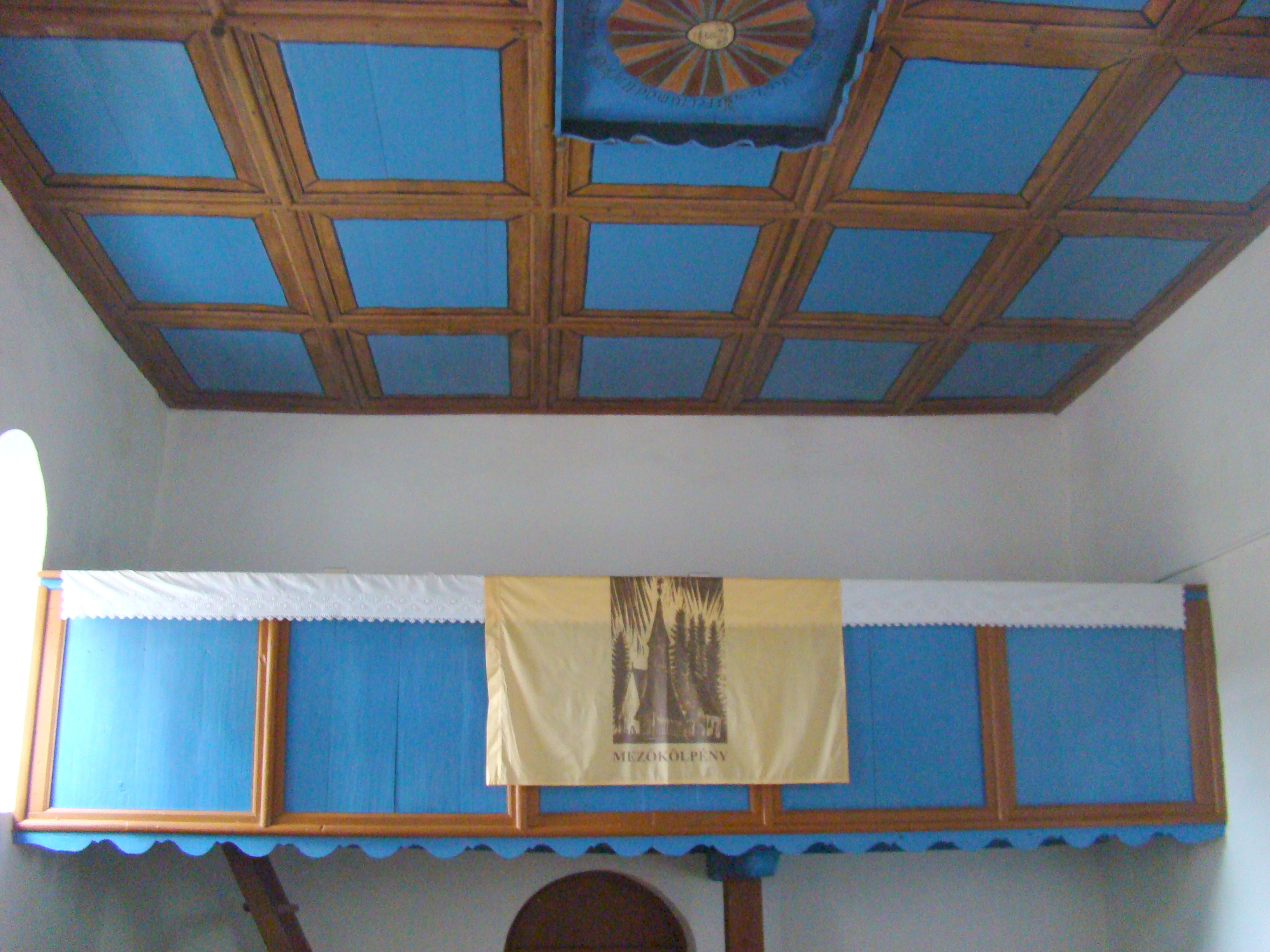
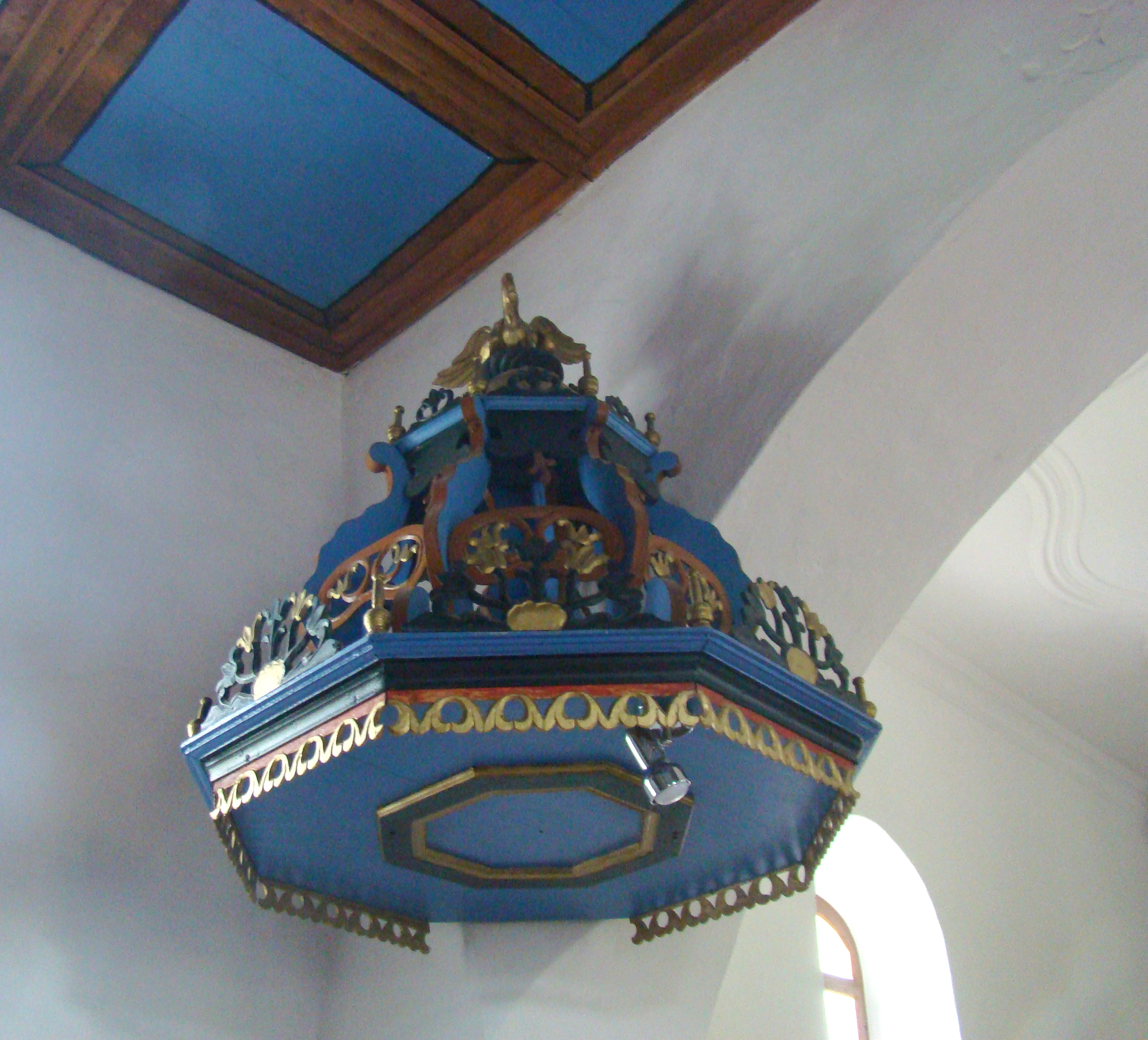
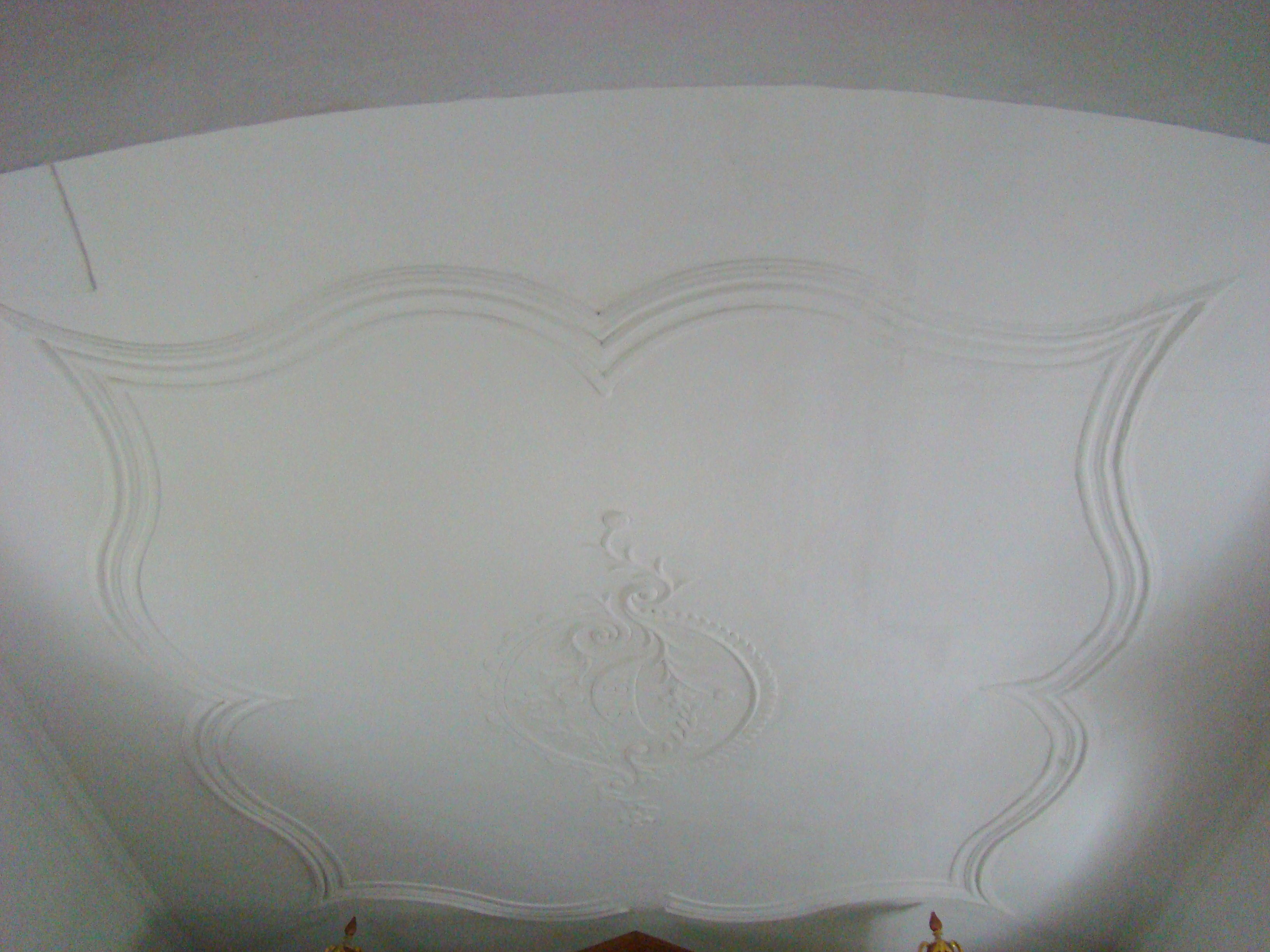
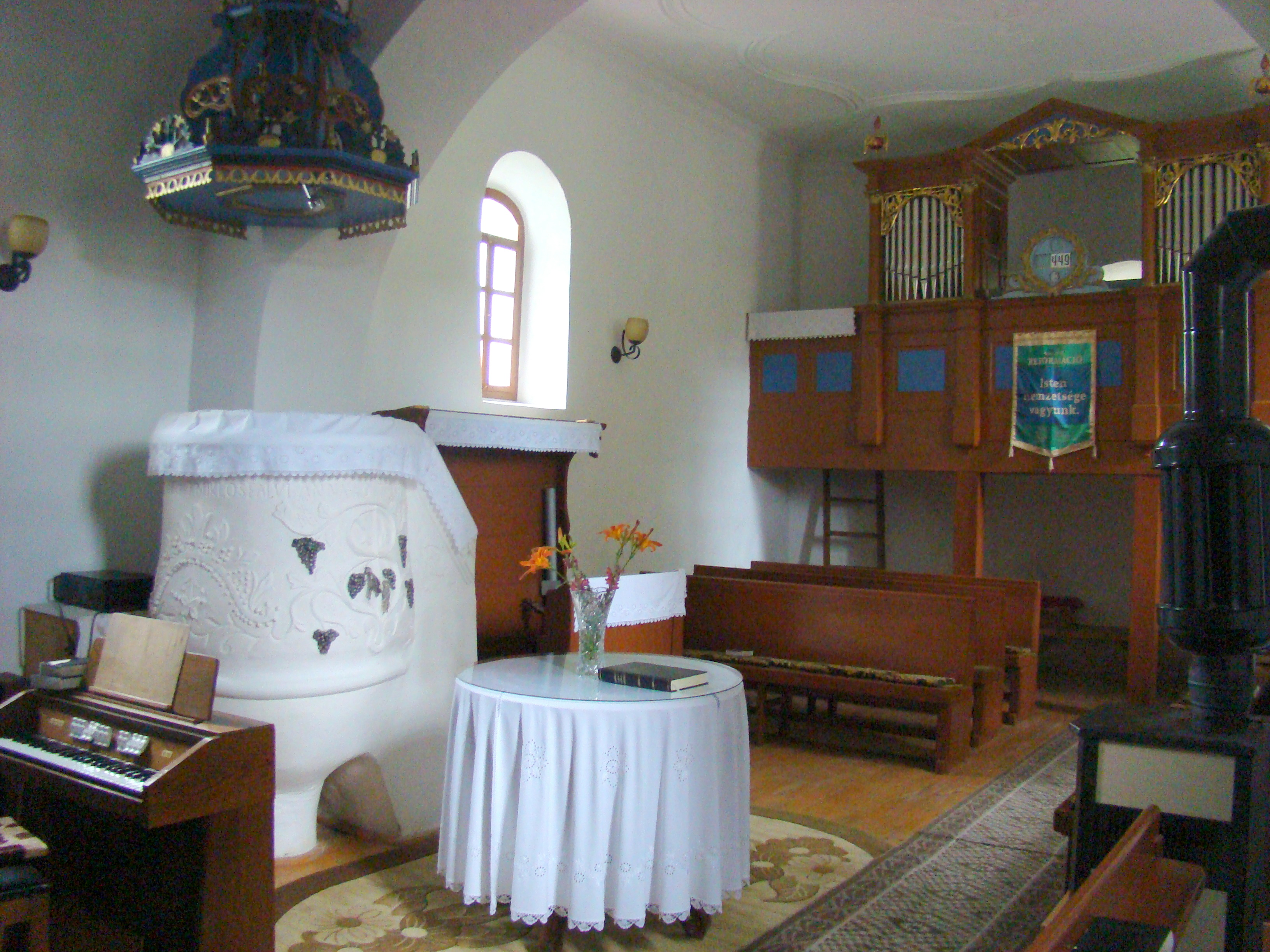
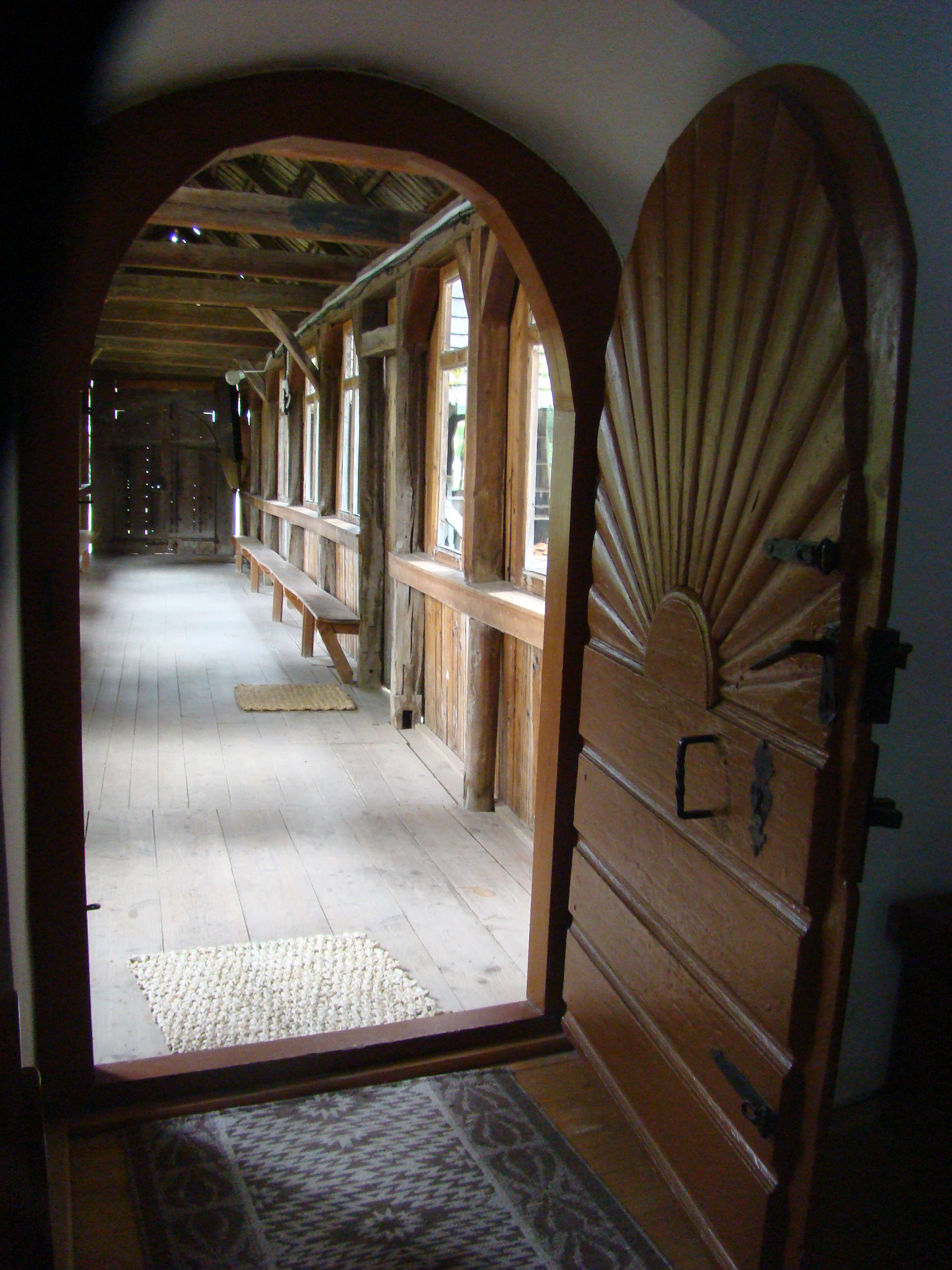

## Vezi și
- Culpiu, Mureș